# Ankylosaurus
Ankylosaurus  is een geslacht van uitgestorven plantenetende ornithischische dinosauriërs, behorend tot de Thyreophora, dat tijdens het Laat-Krijt (Maastrichtien) leefde in het gebied van het huidige Noord-Amerika.
De typesoort van het geslacht, tevens de enige soort, Ankylosaurus magniventris, werd in 1906 ontdekt en kreeg in 1908 zijn naam die 'gebogen sauriër met de grote buik' betekent. Daarna is er nog een klein aantal fossielen van de soort gevonden. Ze zijn allemaal onvolledig zodat maar een gedeelte van het skelet bekend is. Door te kijken naar andere Ankylosauridae, de groep waartoe Ankylosaurus behoort, kunnen we ons een beeld vormen van hoe het dier eruitzag.
Ankylosaurus was ruim zes meter lang, misschien zo lang als acht meter. Oudere boeken geven een lengte van wel elf meter maar die schattingen bleken achteraf veel te hoog te zijn. Hij had een erg platte en ronde romp met zeer brede heupen en korte poten. De nek was kort en droeg een korte brede kop voorzien van opvallend gekromde kaken waarin kleine tandjes stonden en die eindigden in een grote kromme snavel. Met die snavel en tanden rukte Ankylosaurus stukken plant af die hij bijna heel doorslikte en verder in zijn grote buik verteerde.
De kop, romp en staart van Ankylosaurus waren bovenop bedekt met kleinere en grotere platte beenplaten. Die beschermden hem tegen de beten van het belangrijkste roofdier in zijn omgeving, de reusachtige Tyrannosaurus rex. Ankylosaurus kon zich daartegen ook goed verdedigen met een zware beenknots aan het uiteinde van zijn staart waarmee hij dodelijke klappen kon uitdelen.

## Ontdekking en naamgeving
Ankylosaurus magniventris werd in 1908 benoemd en beschreven door Barnum Brown, een medewerker van het American Museum of Natural History. De geslachtsnaam is afgeleid van het Klassiek Griekse αγκυλος, ankylos, 'gebogen', een verwijzing naar de ziekte ankylose waarbij de gewrichten verstijven door vergroeiing. De naam wordt daarom ook wel vertaald als 'stijf reptiel'. Hij verwijst niet zozeer, zoals vroeger vaak vermeld, naar de vergroeiing van het pantser maar voornamelijk naar de versmelting van de wervels van de rug en het heiligbeen. De soortaanduiding betekent 'met grote buik' in het Latijn, vanuit magnus en venter, een verwijzing naar de omvang van de buikholte.

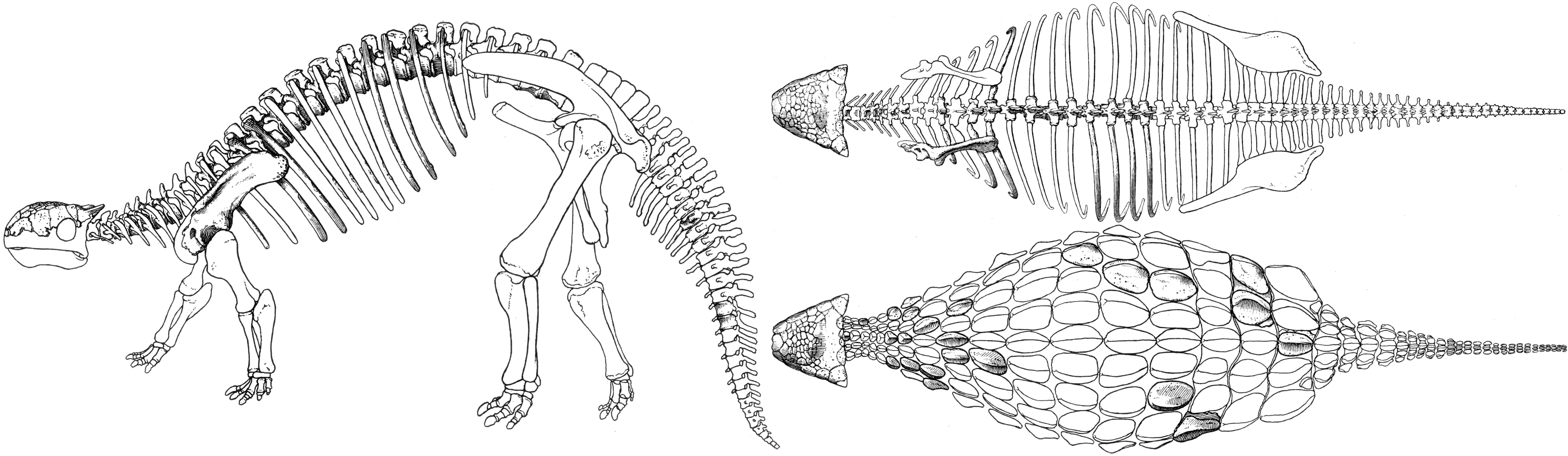
Een eerste reconstructie door Brown. Hij kende de staartknots niet en begreep niet hoe plat de romp was

Het holotype, het naamdragend fossiel van het geslacht AMNH 5895, werd door een team van Brown onder leiding van Peter Kaisen in 1906 opgegraven in de Hell Creek-formatie in Montana in Garfield County. Het bestaat uit de bovenkant van de schedel, twee losse tanden (die in een schedelholte werden aangetroffen), vijf halswervels, elf ruggenwervels, drie ribben, de rechterschoudergordel en beenplaten. Een jaar eerder had Brown al zo'n tachtig beenplaten van Ankylosaurus gevonden in de Lanceformatie in Wyoming maar die ten onrechte in verband gebracht met een gedeeltelijk skelet van Tyrannosaurus (AMNH 5866) en de combinatie Dynamosaurus gedoopt.

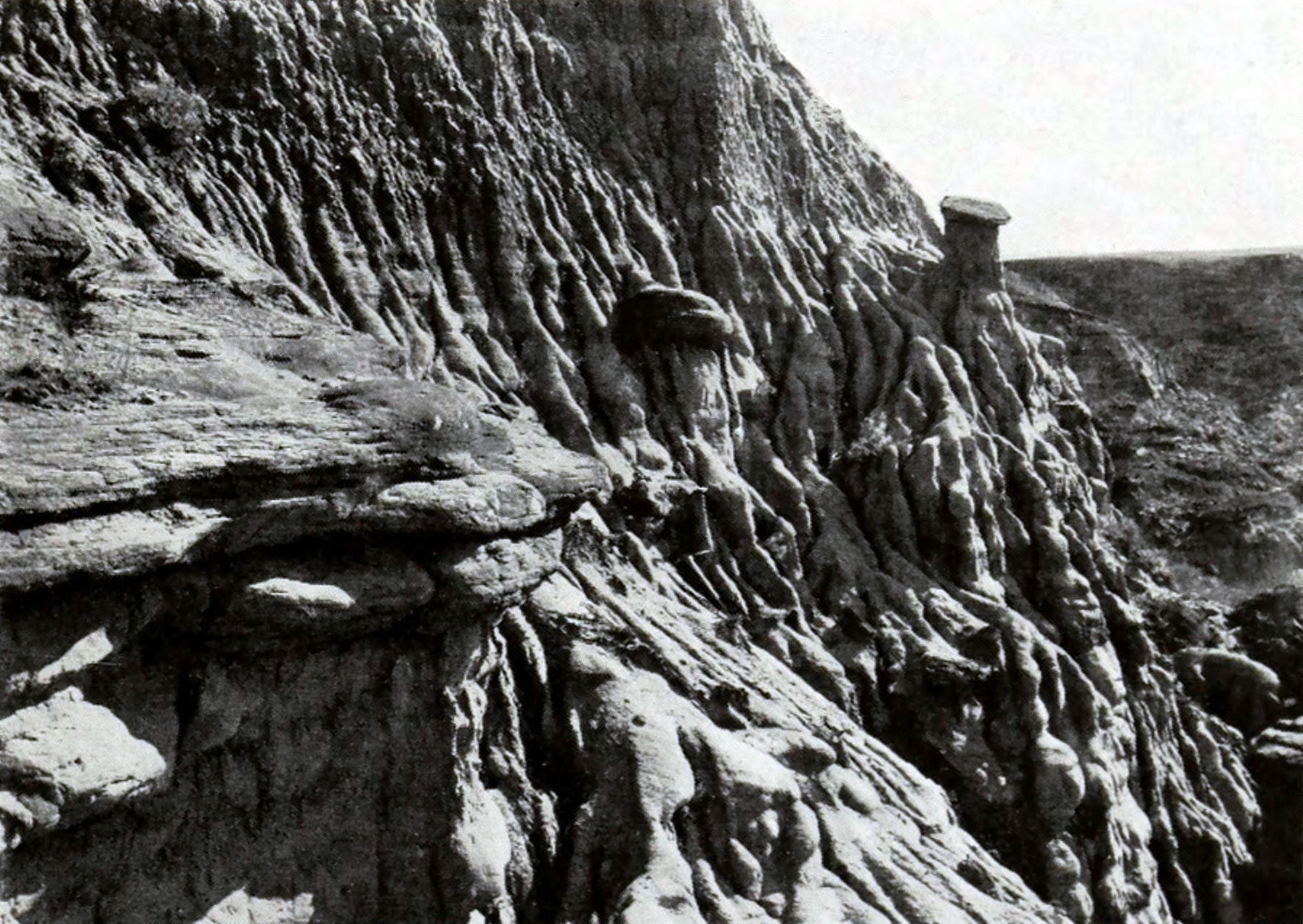
De vondstlocatie van AMNH 5214

In 1910 vonden Brown en Kaisen een derde kleiner exemplaar, in de Scollardformatie in Alberta, AMNH 5214, dat ook de beenknots omvatte naast een complete schedel met onderkaken, zes ribben, zeven halswervels, zeven staartwervels, beide opperarmbeenderen, een linkerzitbeen, een linkerdijbeen, een rechterkuitbeen, een middenvoetsbeentje en beenplaten. Deze formaties stammen alle uit het eind van het Krijt, het laatste Maastrichtien, ongeveer 68 tot 65 miljoen jaar oud. Een vierde specimen is NMC 8880, de grootste bekende schedel van de soort plus linkeronderkaak, in 1947 gevonden door Charles Mortram Sternberg, ook in Alberta. Nog andere beenderen zijn aan Ankylosaurus toegewezen maar dat bleek, op wat tanden en platen na, achteraf steeds te berusten op een foute identificatie met uitzondering van een kleine serie vergroeide staartwervels in de jaren zestig opgegraven, CCM V03. Geen van deze latere exemplaren werd indertijd apart beschreven.

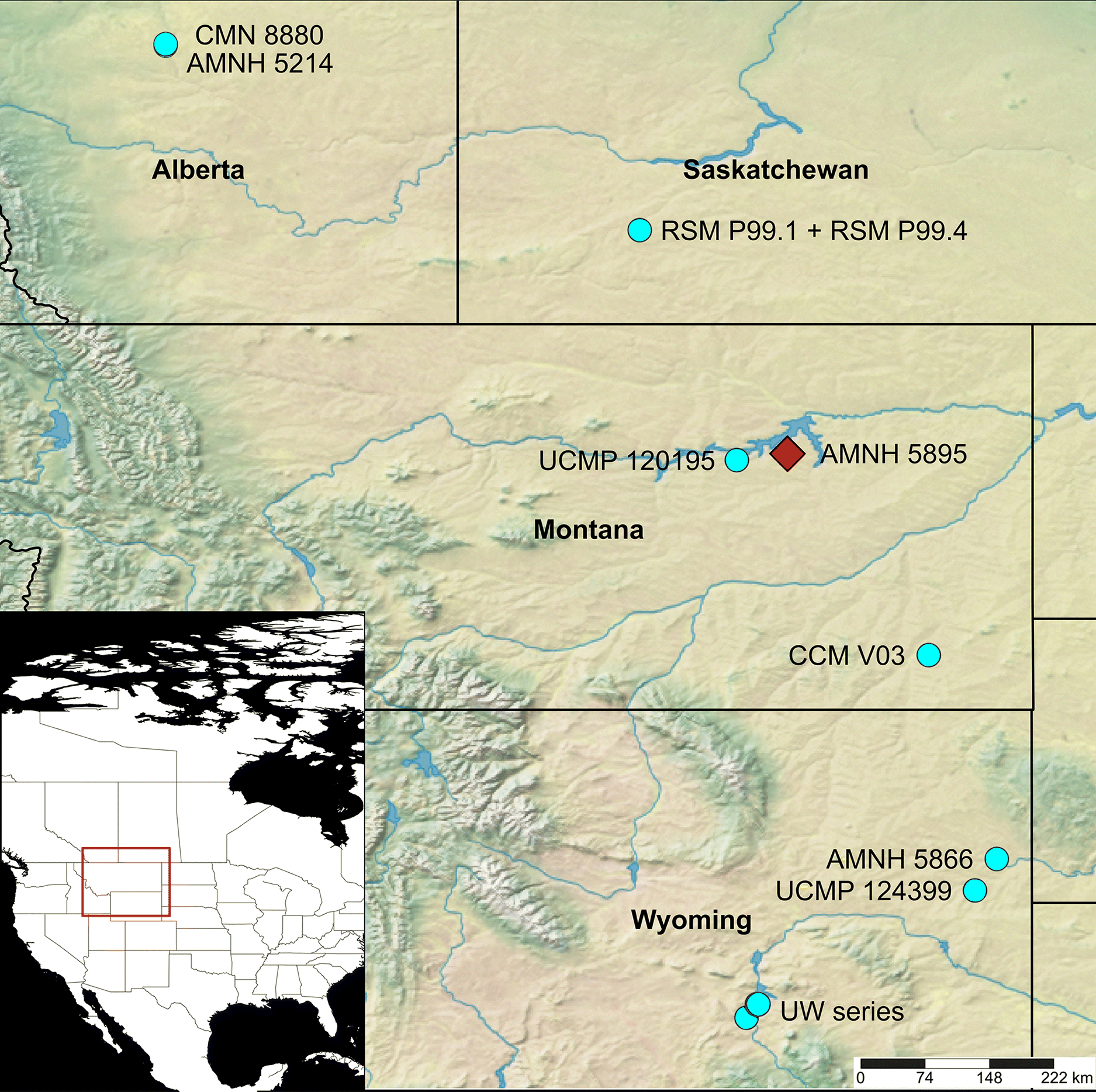
Vindplaatsen van Ankylosaurus

Euoplocephalus werd een tijd als vallend onder Ankylosaurus gezien, als een Ankylosaurus tutus, maar is tegenwoordig weer ondergebracht in een eigen geslacht.

## Beschrijving

### Algemene bouw

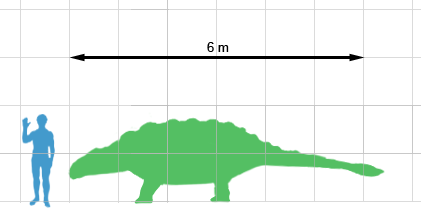
De grootte van NMC 8880 volgens Carpenter

Het skelet van Ankylosaurus is maar gedeeltelijk bekend; het is niet eens zeker hoeveel wervels de soort had. Brown maakte eerst de fout de reconstructie van het skelet te baseren op dat van Stegosaurus. Na vondsten in de jaren negentig van de twintigste eeuw van verwante soorten, kunnen door vergelijking daarmee echter veel ontbrekende gegevens worden aangevuld.
Ankylosaurus is heel anders gebouwd dan de meeste dinosauriërs, die een langwerpige vorm hebben met een vrij lange nek en een smalle, langgerekte romp en schedel. Ankylosaurus had een heel gedrongen lichaamsbouw met een korte nek, brede schedel en extreem brede en afgeplatte romp. Hij had een aanzienlijke omvang. Traditioneel wordt een lengte van acht à tien meter aangegeven en een gewicht tot wel vijf ton. Nieuwere schattingen in een moderne beschrijving door Kenneth Carpenter uit 2004 hebben dit voor ook het grootste exemplaar NMC 8880 teruggebracht tot 6,25 meter, een breedte van 1,5 meter, een heuphoogte van 1,7 meter en een gewicht van enkele tonnen. Daarmee is Ankylosaurus echter nog steeds een van de grootste bekende ankylosauriërs; alleen Dyoplosaurus gigantea is met ruim acht meter duidelijk groter en zelfs daarvan is de lengte niet met complete skeletten vast te stellen. De schatting van de maximumlengte door een extrapolatie vanuit specimen NMC 8880 is echter erg onzeker omdat deze schedel sterk is platgedrukt en daardoor aanzienlijk langer geworden dan in de oorspronkelijke toestand, met bijna anderhalf keer de lengte van de schedel van AMNH 5895. Dit heeft de oude schatting van een negen meter voortgebracht. Uit een vergelijking met het weinig vervormde achterdeel van NMC 8880 meende Carpenter echter te kunnen opmaken dat het exemplaar in het echt ongeveer tien procent langer geweest moest zijn. Het kleinste bekende exemplaar, AMNH 5214, had een lengte van 5,4 meter en een heuphoogte van 1,4 meter. Carpenters schattingen zijn niet unaniem aanvaard: in 2010 gaf Gregory S. Paul voor AMNH 5214 een schatting van 6,7 meter voor de lengte en een gewicht van 3,9 ton; voor NMC 8880 respectievelijk 7,8 meter en zes ton.
In 2017 kwam Victoria Megan Arbour met andere schattingen. Ze wees erop dat Carpenter NMC 8880 niet goed kon bestuderen en ten onrechte een grote vervorming van het schedeldak aannam. Volgens haar was het in een uitstekende toestand van preservering wat zou wijzen op grotere lichaamslengten. Ze schatte die op 6,02 tot 7,95 meter voor AMNH 5214 bij een gewicht van 4,78 ton, 6,5 meter voor AMNH 5895, en 7,56 tot 9,99 meter voor CMN 8880 bij een gewicht van 7,95 ton. Voor dit laatste specimen achtte de ondergrens van zo'n acht meter overigens een stuk waarschijnlijker dan de bovengrens van tien meter.
Het lichaam was van boven volledig bedekt met beenderplaten, zodat Ankylosaurus vaak omschreven wordt als een levende pantserwagen en het meest typische voorbeeld van een 'gepantserde dinosauriër'.
Onderscheidende kenmerken van Ankylosaurus zijn vooral te vinden in de schedel. De buitenste neusgaten zijn zijwaarts gedraaid en in vooraanzicht niet zichtbaar. Ze worden overlapt door een grote achterliggende osteoderm van de middelste snuitwand die zijwaarts bol uitsteekt. De 'hendel' van de staart, die de staartknots ondersteunde, is tweemaal zo dik als bij andere ankylosauriden, hoewel relatief niet langer.
In 2017 kwam Arbour met aanvullende kenmerken. De snuit is bedekt met platte zeshoekige caputegulae. De vestibulen van de neusholten worden volledig overkapt door de gepaarde caputegulae van de middelste snuitwanden in plaats van een caputegula die ontspruit aan de neusbeenderen. De scherpe rand van de caputegulae van de voorste en achterste supraorbitalia loopt ononderbroken door in de rand van de hoorn op het squamosum. Het bovenkaaksbeen draagt vierendertig tot zesendertig relatief kleine tanden met een lengte die minder dan twee procent van de schedellengte bedraagt; dit aantal is groter dan bij Anodontosaurus of Euoplocephalus. De doornuitsteeksels van de wervels van de staarthendel hebben in bovenaanzicht een U-vorm in plaats van een V-vorm, wat uniek is binnen de Ankylosauridae. De staartknots is even lang als breed, net als bij Euoplocephalus en Scolosaurus, en wijkt daarmee af van de knots van Anodontosaurus die breder is dan lang of die van Dyoplosaurus die langer is dan breed.

### Schedel

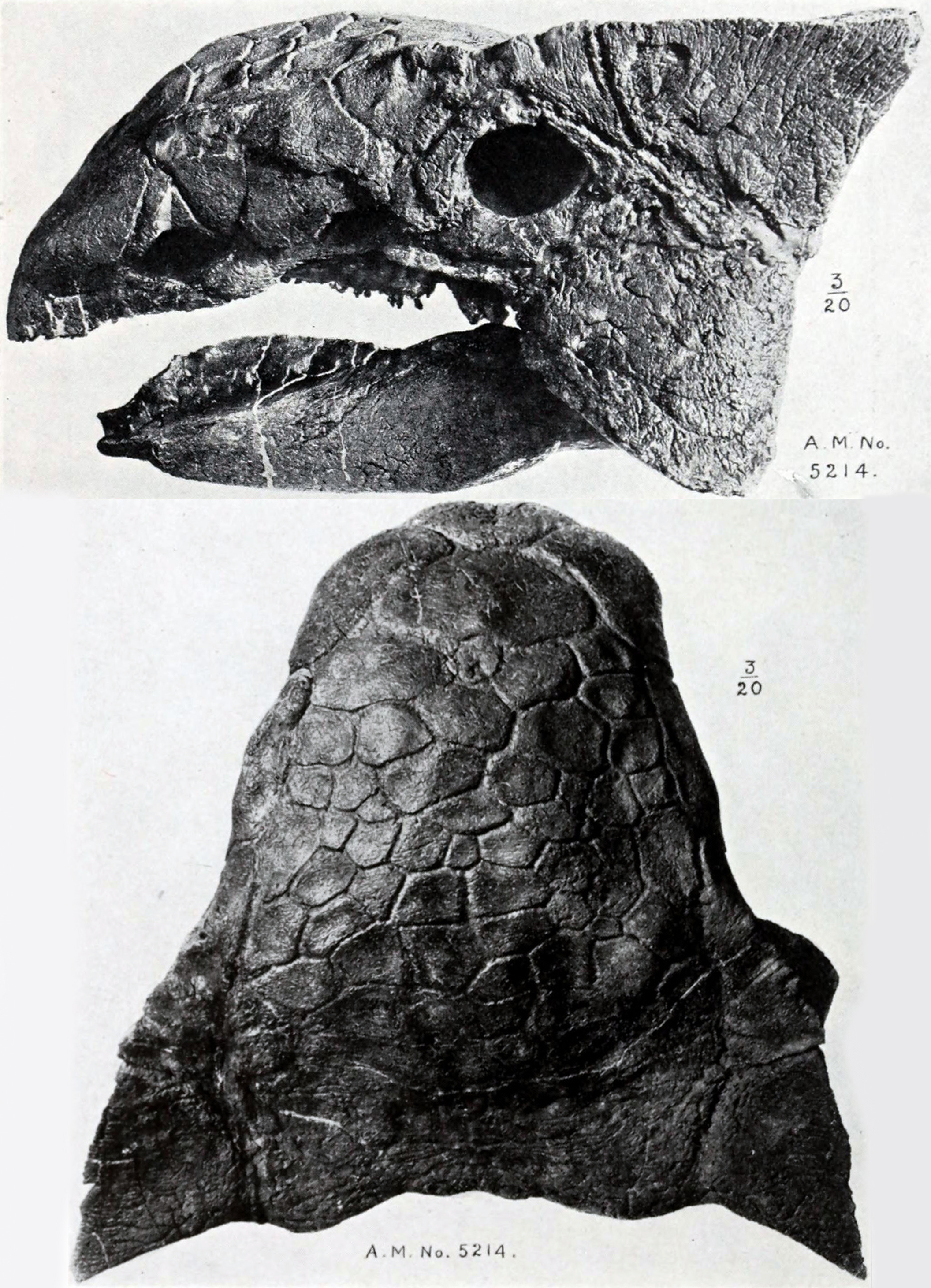
De schedel van Ankylosaurus was bizar gevormd. Dit is die van AMNH 5214 waarbij een gedeelte van de snavel is afgebroken

De schedel is breder (77 centimeter bij NMC 8880) dan lang (naar schatting 64,5 centimeter) en sterk afgeplat. Veel schedelbeenderen zijn bij het volwassen dier volledig vergroeid en veel schedelopeningen, zowel de fenestra antorbitalis als de bovenste slaapvensters, zijn volledig gesloten. Zo ontstaat een zeer stevige constructie. De bovenkant is bedekt met vastgegroeide huidverbeningen, waarvan ook wel is aangenomen dat het geheel of gedeeltelijk uitgroeisels van de eigenlijke schedel zelf zijn, gevormd in reactie op bovenliggende hoornplaten in de huid in een proces dat de oorspronkelijke beennaden heeft laten verdwijnen. Rond de afgeronde snuit vormen aan iedere zijde drie lange beenplaten de buitenste rand; daarbinnen is het licht bollende dak van de schedel opgevuld met een onregelmatig mozaïek van platen. Vooraan bevindt zich een grote centrale beenplaat; naar achteren toe verkleinen de plaatjes en lopen uiteindelijk over in een enkele ruwe, egaal vergroeide lagere plaat boven de wandbeenderen. Beide zijden daarvan lopen geleidelijk over in een van boven platte piramidevormige hoorn die schuin naar achteren uitsteekt, iets achter de kleine ronde oogkas, die ook verder door verschillende beenrichels beschermd wordt. De ogen staan iets naar voren gericht zodat een zekere mate van stereoscopisch zich mogelijk moet zijn geweest. Onder de ogen steekt een wat platter driehoekig uitsteeksel van het quadratojugale naar beneden en bedekt zo het kaakgewricht en het onderste slaapvenster dat echter niet geheel gesloten is. Behalve dat het een beschermende functie had, kan dit uitsteeksel misschien ook de taak van aanhechtingsvlak voor de kaakspieren van het onderste slaapvenster hebben overgenomen. De processus paroccipitales, de uitsteeksels van het achterhoofd, zijn niet vergroeid met het schuine quadratum en zijn zijwaarts gericht zodat een rechte aansluiting wordt verkregen met de beenplaten van de rug en dit potentieel kwetsbare punt goed wordt afgeschermd; hiertoe is de achterrand ook wat overhangend.

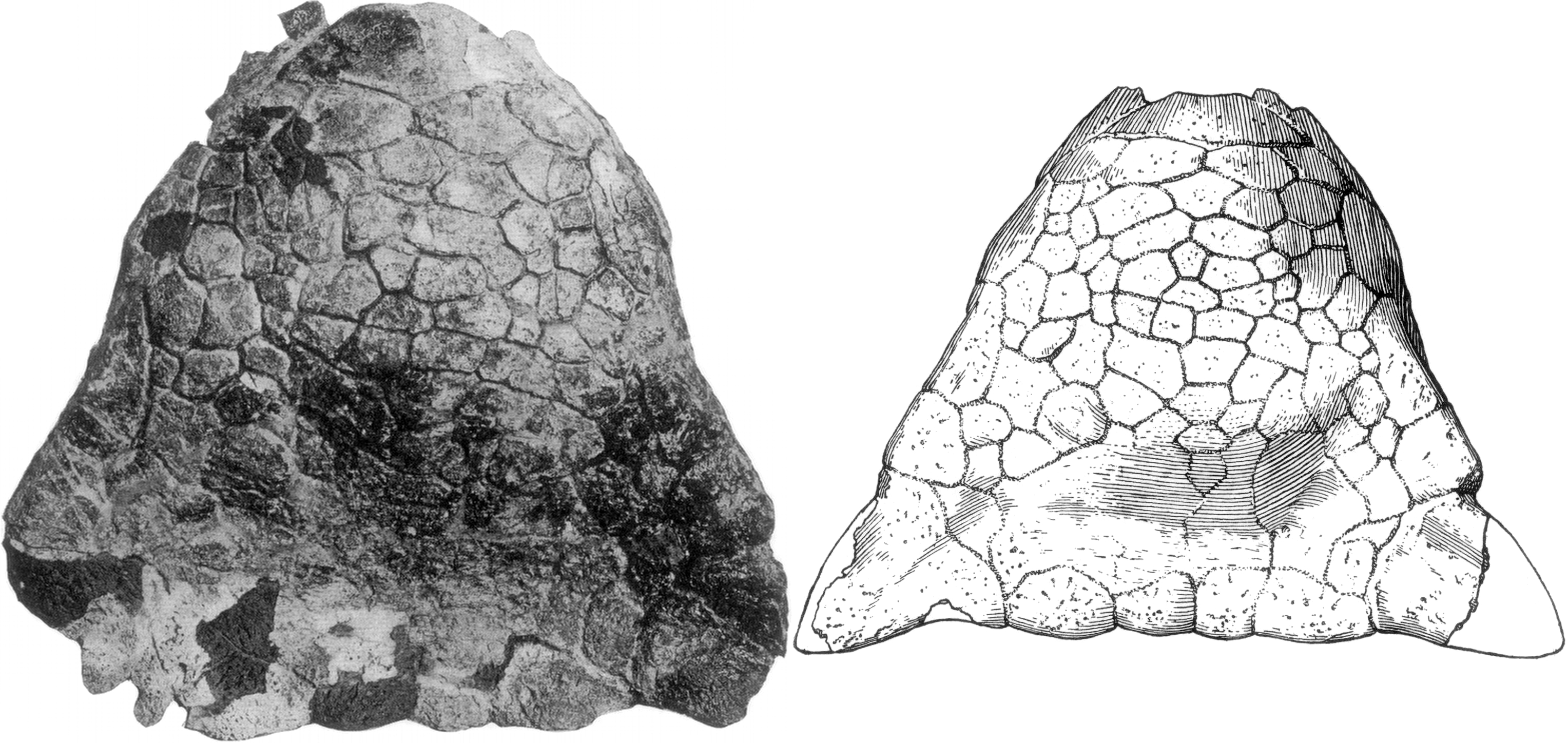
Schedel van het holotype

De hele snuit voor de hersenpan wordt over de volle hoogte van de schedel gescheiden in een linker- en rechterdeel door een beenschot, gevormd door de samengroeiing van verschillende interne schedelbeenderen. De luchtwegen in de neus zijn zeer complex met vier paar secundaire luchtholten of sinus. Zo'n systeem komt ook bij andere ankylosauriërs voor maar is bij Ankylosaurus zo uitgebreid dat het de neusgaten naar de voorste zijkant van de schedel heeft gedrongen. Ieder neusgat heeft een tamelijk verticaal neusschot, dat ook weer bij de meeste ankylosauriërs bekend is maar bij deze meestal meer horizontaal loopt. Zo wordt een aparte toegang geschapen tot de sinus. Het doel van dit alles is onduidelijk. Verschillende mogelijkheden zijn geopperd: gewichtsreductie, ruimte voor een neusklier, resonantiekamers van een geluidsorgaan, condensatie van ademvocht of gewoon een uitstekende reukzin. Lawrence Witmer suggereerde zelfs dat er helemaal geen speciale functie was en dat de uitgroei een bijkomend gevolg was van de verbreding van de schedel en het opvullen van de ruimte waar de fenestra antorbitalis gezeten had. Een verbeend secundair verhemelte maakt het mogelijk adem te blijven halen tijdens het vullen van de muil met eten. De lucht loopt dan niet via de neusholte naar de choana, de voorste opening in het verhemelte, maar naar een veel meer naar achteren gelegen opening. Dit stuk achterste neusholte grensde direct aan de reuklobben van de hersenen, die zich bij Ankylosaurus, anders dan bijvoorbeeld de verwant Talarurus, niet verder naar voren uitstrekten dan de achterrand van de oogkas. De precieze vorm en omvang van het brein is van een afgietsel bekend maar is niet gepubliceerd.

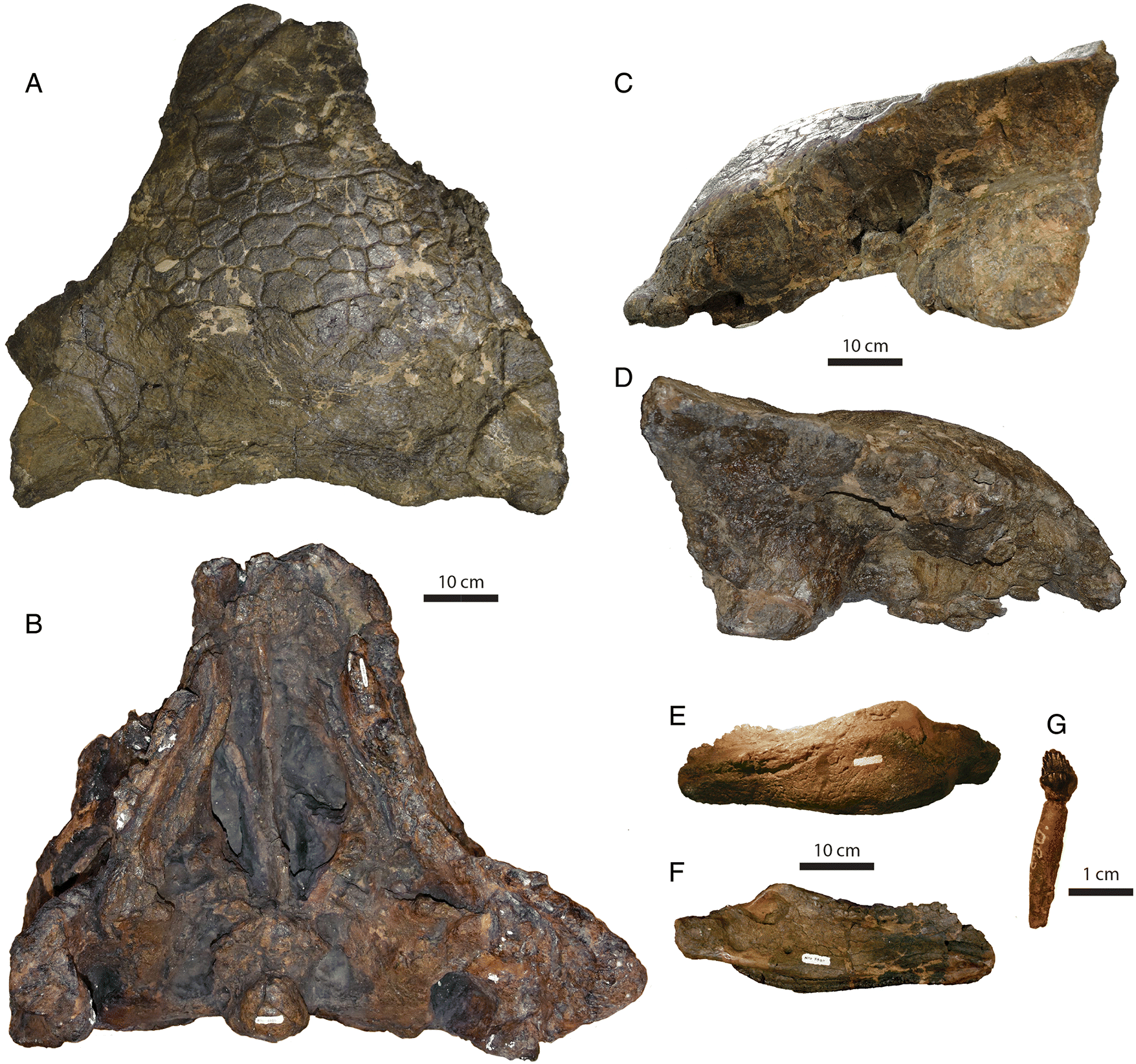
CMN 8880

De praemaxillae zijn tandeloos en dragen een ronde hoornsnavel met een scherpe rand om plantenmateriaal af te bijten. Naar voren toe is die wat scherper dan de snuit zelf met een afhangende punt en achteren loopt hij door tot voorbij de neusgaten. De maxilla daarachter buigt zeer hol naar boven en zijn tandenrij, zo'n twintig centimeter lang, buigt ook hol naar binnen hoewel het bot zelf naar buiten toe verbreedt als vermoedelijke aanhechting voor vlezige wangen. Overeenkomend heeft de onderkaak vermoedelijk een, tamelijk smalle, tandeloze voorkant, het predentarium, en een bol tandendragend middenstuk, waarvan de tandenrij van bezijden bekeken vrij recht is en van boven bekeken hol naar binnen buigt. De onderkaak is bij AMNH 5124 41,5 centimeter lang. De zijkant helt naar binnen; de onderkant daarvan draagt een sterk zijwaarts uitstekende verbreding, die weer vergroeid moet zijn geweest met een beschermende hoge osteoderme wangplaat, die het levende dier een zeer bizar uiterlijk moet hebben gegeven, die de meeste illustraties te 'normaal' weergeven.
De tanden zijn relatief klein, bladvormig en gekarteld met lange groeven en een verbrede tandbasis, die niet altijd duidelijk van de rest van de tand is afgescheiden; een echt cingulum ontbreekt dus soms. De kroon is hoger dan breed, ongeveer zes bij vier millimeter. Aan de voorste rand zijn zes tot acht kartelingen, aan de achterste rand vijf tot zeven. Ze hebben lange tandwortels en zijn vaak flink afgesleten; de tanden van de onderkaak sluiten aan op de binnenkant van de tanden van de bovenkaak. De kaken konden geen kauwbeweging maken en het gebit diende slechts om plantendelen af te rukken. Maagstenen vermaalden die dan verder. Planten werden in de brede buikholte verteerd door een langdurig fermentatieproces. In de bovenkaak staan 34 à 35 tanden; in de onderkaak 35 à 36 tanden. Ankylosaurus heeft daarmee de meeste maar ook de kleinste tanden van alle bekende ankylosauriërs. Het is dus niet zo dat een grotere absolute ruimte proportioneel met meer tanden wordt opgevuld: de tandrijen zijn relatief kort ten opzichte van de schedel. Het grootste specimen CMN 8880 heeft daarbij ook nog eens absoluut gezien de kleinste tanden. Een dergelijke individuele variatie is van andere soorten niet bekend. De smalle opening aan de binnenzijde waardoor een spier vanaf de schedel in de holle onderkaak kon dringen, heeft maar een lengte van 5,3 centimeter wat duidt op een tamelijk geringe bijtkracht, die in verband gebracht is met de beperkte tandgrootte.

### Postcrania

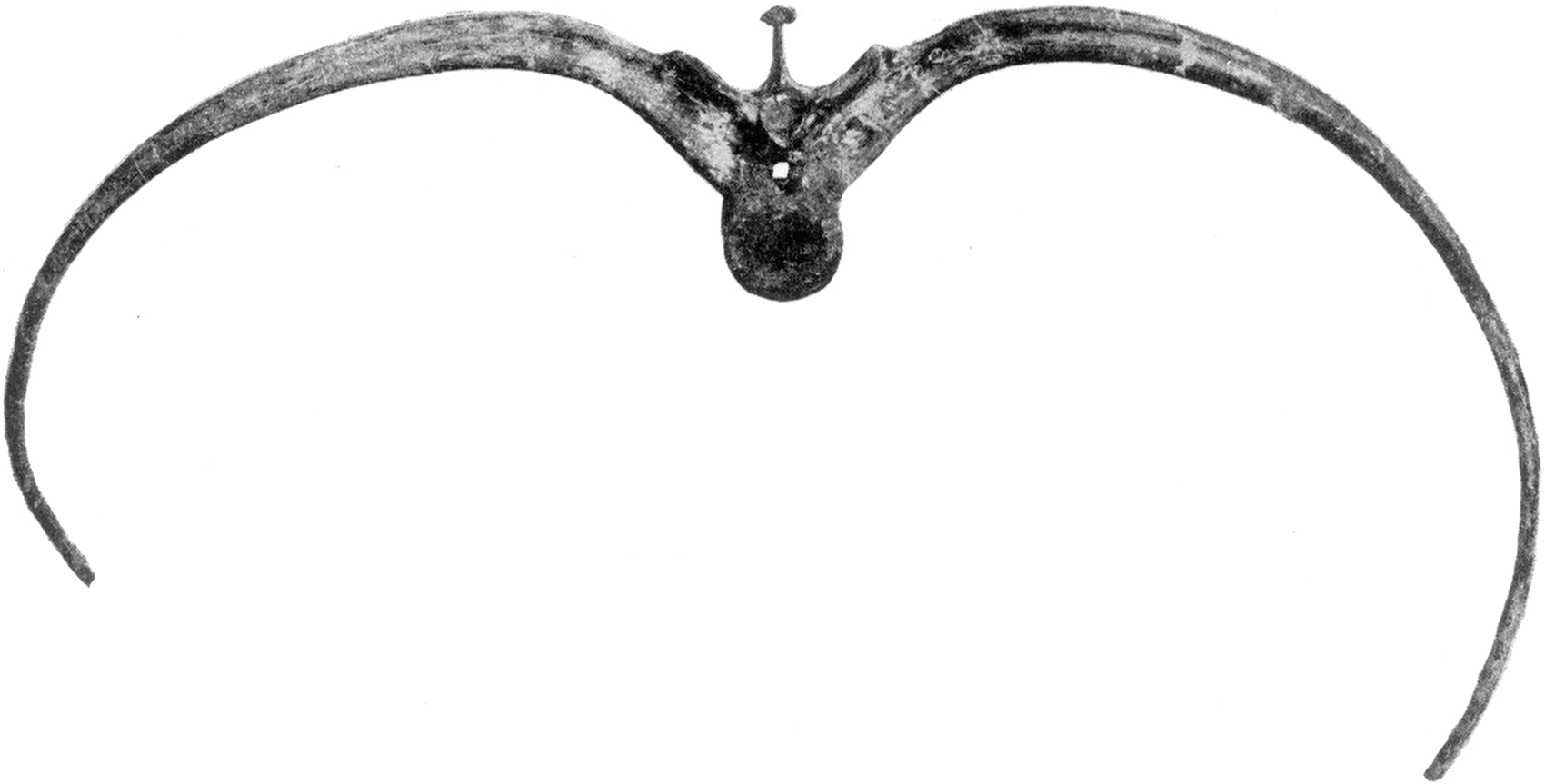
De ribbenkast is extreem breed an afgeplat

De rest van het lichaam is slechts onvolledig bekend. Brown nam aan dat het min of meer als dat van Stegosaurus gebouwd was, dus met een erg bolle rug en een vrij smalle borstkas. Zijn foute reconstructie zou op dit punt lang nawerken: nog steeds worden er illustraties gemaakt met deze incorrecte vorm. In feite is de romp afgeplat: de ruggengraat toont maar een matige kromming, en het lijf is breder dan hoog. De ribben liggen vlak bij de wervelkolom vrijwel horizontaal; pas als ze daarvan een flink stuk verwijderd zijn, beginnen ze geleidelijk naar beneden te krommen. Die afplatting wordt naar achteren toe meer geprononceerd. De precieze vorm van het bekken van Ankylosaurus kennen we niet doordat er slechts een zitbeen is teruggevonden. Had het echter de bouw als bij andere ankylosauriden dan bereikte de romp vlak voor het bekken zijn breedste punt, waar de laatste vier ribben van de eigenlijke ruggenwervels, die daaraan zijn vastgegroeid, volledig horizontaal blijven en de verbinding vormen met het schuin naar voren stekende lange blad van het darmbeen. Dit os ilium zelf is bij alle gevonden fossielen verloren gegaan maar dat zo'n structuur inderdaad aanwezig was, wordt bewezen door de aanwezigheid in het fossiel materiaal van vier van zulke ribben. Op de heup kromde de romp sterk naar binnen richting staartbasis. Het lijf had daarmee ongeveer de vorm van een pillendoos.

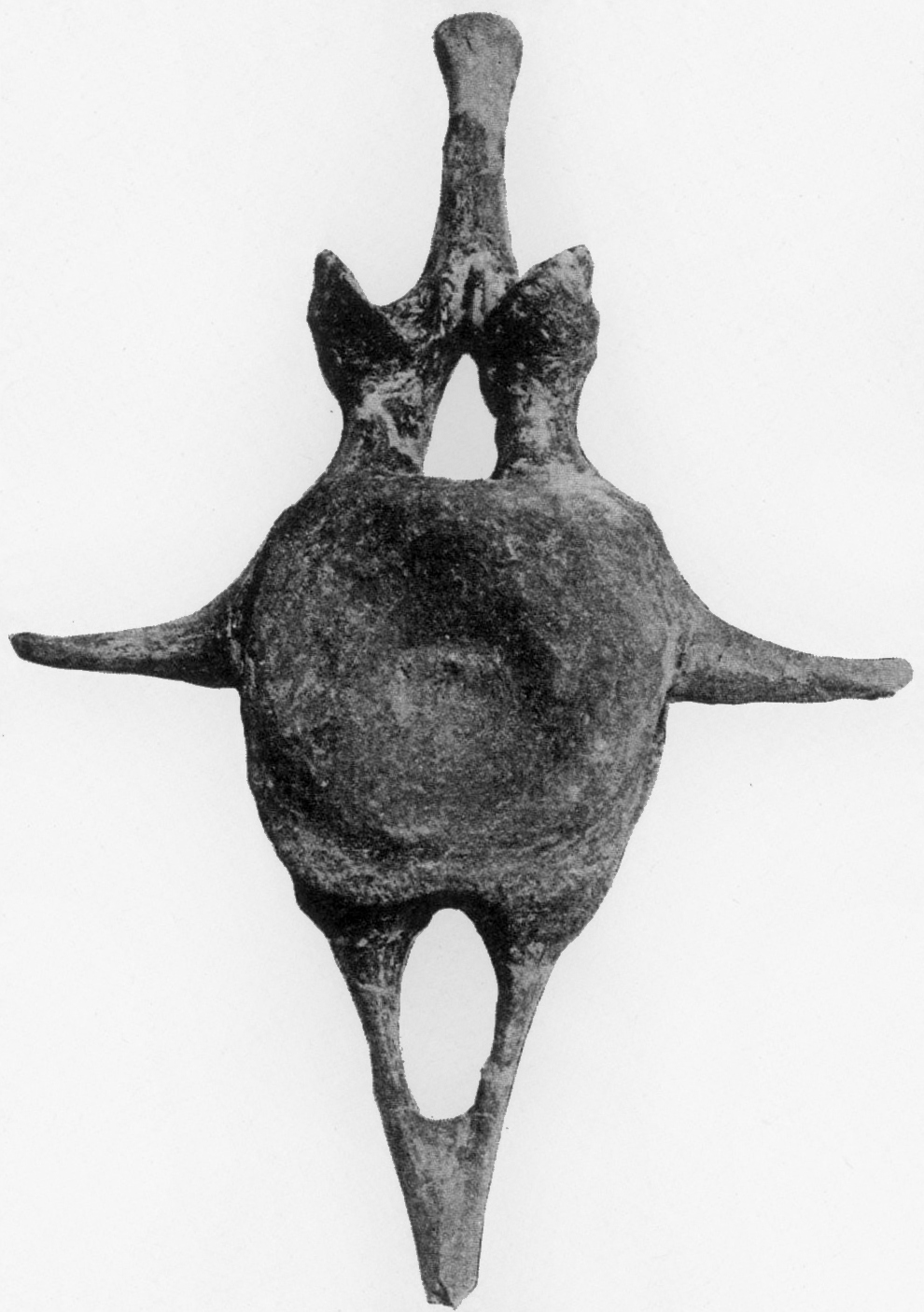
Een staartwervel

Er zijn vrij zeker zeven halswervels en elf ruggenwervels, vermoedelijk een zestal sacrale wervels en een dertigtal staartwervels. Brown dacht dat Ankylosaurus de unieke eigenschap had dat de atlas voorzien was van een wervelboog; tot voor kort werd dit kenmerk nog trouw in de standaardwerken vermeld maar het bleek Carpenter dat Brown de derde halswervel voor de atlas had aangezien. De halswervels zijn breder dan lang, aan hun zijkant sterk uitgehold, amficoel (aan voor- en achterkant hol), hebben brede, lage wervelbogen en naar achteren toe verhogende vrij dikke doornuitsteeksels. De voorste en achterste werveluitsteeksels liggen op ongeveer hetzelfde niveau. De nek werd kennelijk door zware pezen gestabiliseerd die bij de gevonden specimina aan hun uiteinden al begonnen te verbenen, een teken dat het om vrij oude dieren ging. Die verbening was aanleiding voor de geslachtsnaam, maar was bij Ankylosaurus, anders dan bij mensen, niet pathologisch, een gevolg van een ziekte. De ruggenwervels verlengen naar achteren toe tot aan de zevende wervel. Ze zijn massief gebouwd, hebben maar licht uitgeholde zijkanten, zware wervelbogen met een smal ruggenmergkanaal en dragen zeer hoge doornuitsteeksels die naar achteren gericht zijn. De zijuitsteeksels zijn krachtig en steken schuin omhoog tot bijna het niveau van de doornuitsteeksels. Vermoedelijk ondersteunden ze het rugpantser. De voorste werveluitsteeksels, de prezygapofysen, zijn aan elkaar gegroeid en vormen een trog waar de vergroeide achterste werveluitsteeksels, de postapofysen, van de voorliggende wervel als een tongvormige structuur mee articuleren. Brown begreep reeds dat dit de zijdelingse beweeglijkheid van de hele ruggengraat sterk belemmerd; die moet een stijve constructie gevormd hebben, nog versterkt door de verbening van ondersteunende pezen. De voorste ribben kunnen vrij bewegen en zullen een rol gespeeld hebben bij de ademhaling. Van de vier achterste ruggenwervels zijn de ribben vastgegroeid met een speciale structuur op de zijkant van de wervel gevormd door een samensmelting van de diapofysen en parapofysen. Anders dan oudere literatuur vermeld, hebben de ribben geen T-vormige doorsnede over hun totale lengte; bij de wervelkolom zijn ze L-vormig in doorsnede en aan hun uiteinden, waar ze weer onder het lichaam krommen, ovaal, een patroon dat niet afwijkt van de toestand bij andere dinosauriërs.

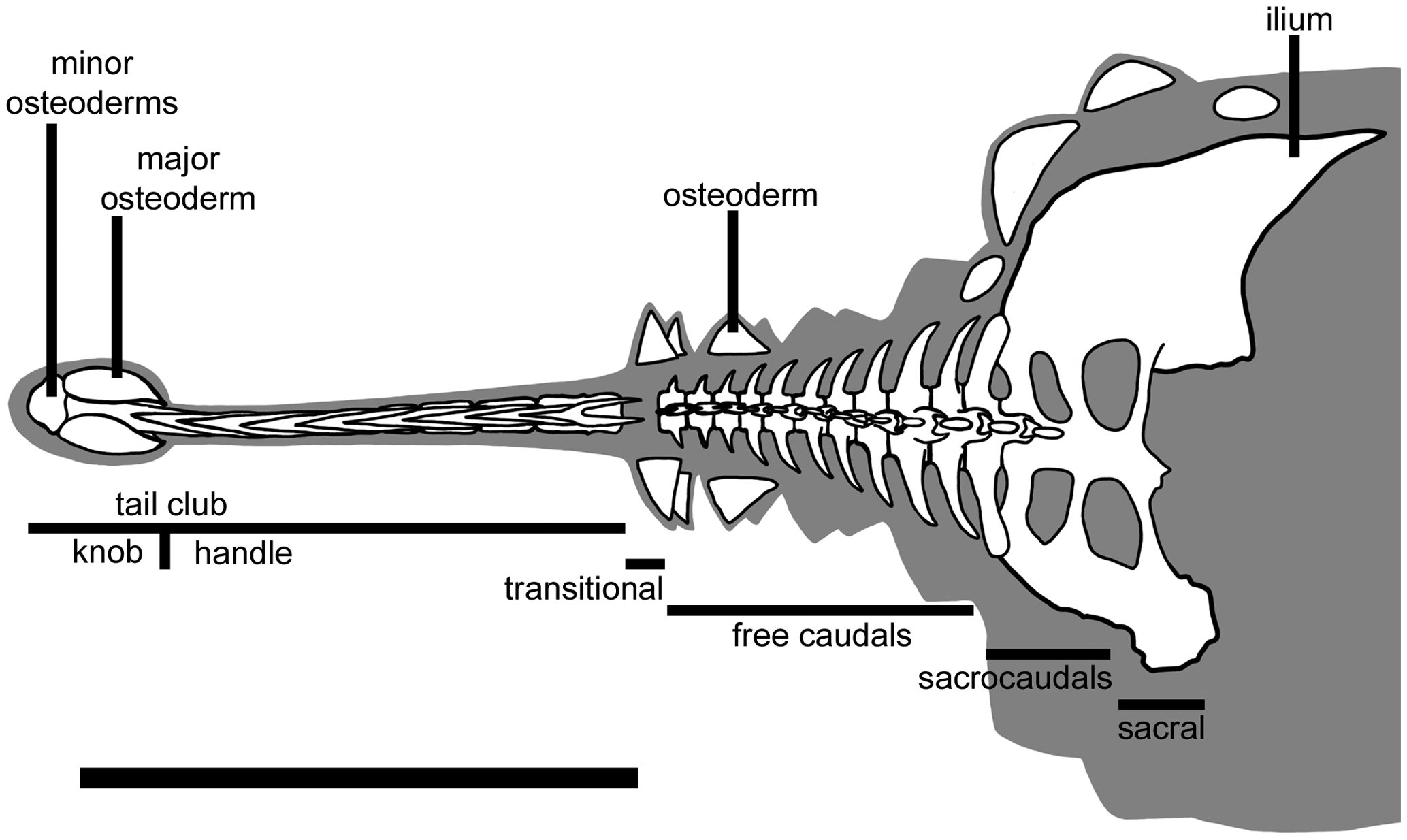
De structuur van de staart naar Dyoplosaurus

Slechts kleine delen van de staart zijn bekend: vier wervels bij AMNH 5895, vermoedelijk iets voor het midden van de staart gelegen en de uiterste staartwervels bij AMNH 5214 en CCM V03. De ankylosauriden hebben tussen de twintig en veertig staartwervels; de onzekerheid over het totale aantal bij Ankylosaurus vormt de voornaamste moeilijkheid bij het nauwkeurig bepalen van de totale lichaamslengte. De meer naar voren gelegen staartwervels zijn kort, licht amficoel en hebben korte zijwaarts uitstekende staartribben en boven en onder slanke uitsteeksels. De derde staartwervel is wigvormig wat de staart naar beneden dwingt. Naar achteren toe verlengden de wervels vermoedelijk en lag de staart horizontaal. Achteraan liep dit uit op een bijna volledige verstijving, die de 'steel' vormt van de staartknots, een orgaan ter verdediging tegen roofsauriërs zoals Tyrannosaurus. De verstijving werd, althans bij oudere dieren, kennelijk gedeeltelijk veroorzaakt door een ontbreken of grotendeels gereduceerd worden van de tussenwervelschijven want sommige wervelcentra zijn simpelweg aan elkaar gegroeid. Verder zijn de postapofysen vergroeid met de achterkant van de doornuitsteeksels, zodanig dat een brede wigvormige structuur ontstaat. Die wordt weer omvat door een vorkvormige uitgroeiing van de prezygapofysen. Zo houden de wervels elkaar op hun plaats en voorkomen iedere zijdelingse beweging; een lichte verticale beweging was vermoedelijk wel mogelijk. Dit geheel wordt weer versterkt door verbeende pezen; de verkorting van het flexibele deel van de pees vergrootte meteen de hefboomwerking van de staartspieren.

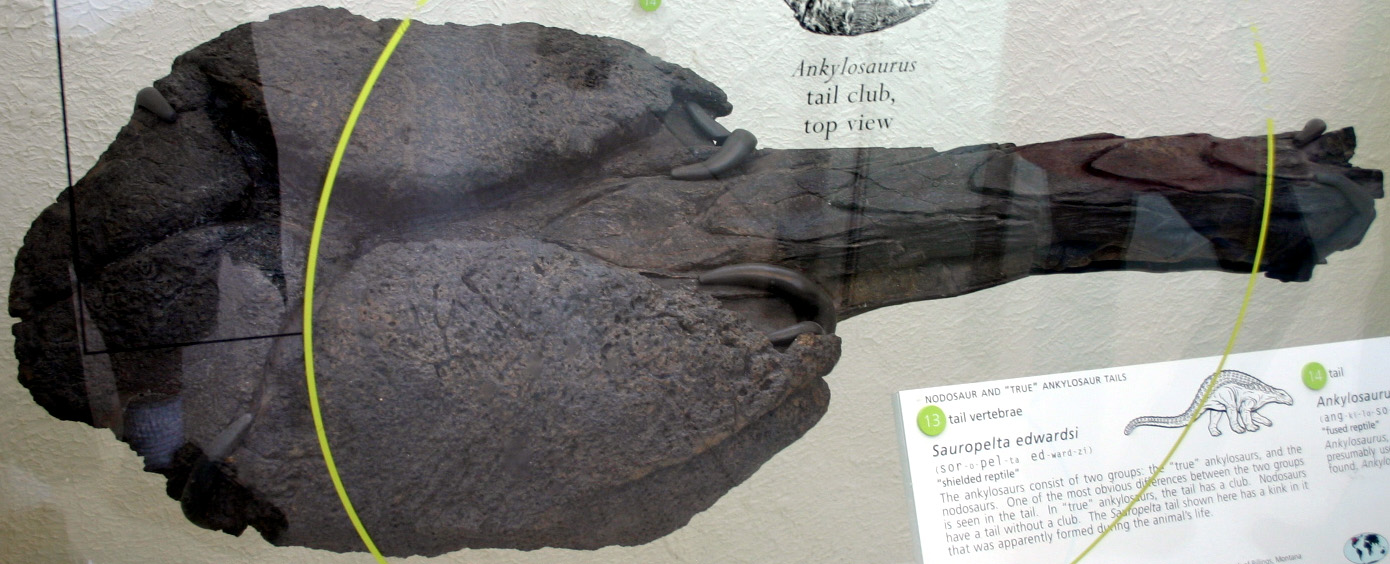
De staartknots

De staartknots zelf bestaat uit vastgegroeide huidverbeningen ofwel osteodermen en heeft de vorm van een ovale schijf die bij AMNH 5214 zestig centimeter meter lang is, negenenveertig centimeter breed en negentien centimeter dik. Bij de meeste ankylosauriërs varieert de knots individueel sterk in grootte en vorm maar we weten niet of dit bij Ankylosaurus ook het geval was, omdat er maar een van is teruggevonden. Het grootste deel van de massa bestaat uit twee afgeronde osteodermen aan de zijkanten die ook aan hun binnenste zijde, waar ze de wervels raken, afgerond zijn. Achteraan sluiten daar de holle zijden van twee kleinere osteodermen bij aan die samen een afgeplat einduitsteeksel vormen. Bij het levende dier was de beenknots wellicht bedekt met hoornweefsel en was er zo een achterste snijrand. Aan de onderkant is er meer ruimte tussen de twee grote osteodermen en die is opgevuld met een reeks van drie kleinere ovale schijfjes.
De achterste helft van de staart heeft aldus de vorm van een reusachtige hamer; de stijve steel zorgde ervoor dat er meer bewegingsenergie op het doel werd overgedragen doordat een geleidelijke terugslag, die de uitwerking van de slag nog verzacht zou hebben, hierdoor grotendeels werd verhinderd. Verder kan de stijve constructie ertoe gediend hebben het zware uiteinde eenvoudiger van de grond te houden, de slagfrequentie te vergroten of te verhinderen dat het dier geblesseerd raakte door een zijdelingse verschuiving van de wervels. Het nadeel vergeleken met een soepele staart was wel dat de inslagsnelheid wat afnam. Desalniettemin was die inslag vernietigend: een studie uit 2009 concludeerde dat een knots met de omvang die de allergrootste exemplaren gehad zouden hebben een inslagkracht zou hebben opgeleverd van 7281 tot 14.360 newton, en een druk uitgeoefend van 36.400 tot 71.810 N/cm² (364–718 megapascal), voldoende om de botten van ook het grootste roofdier te verbrijzelen.

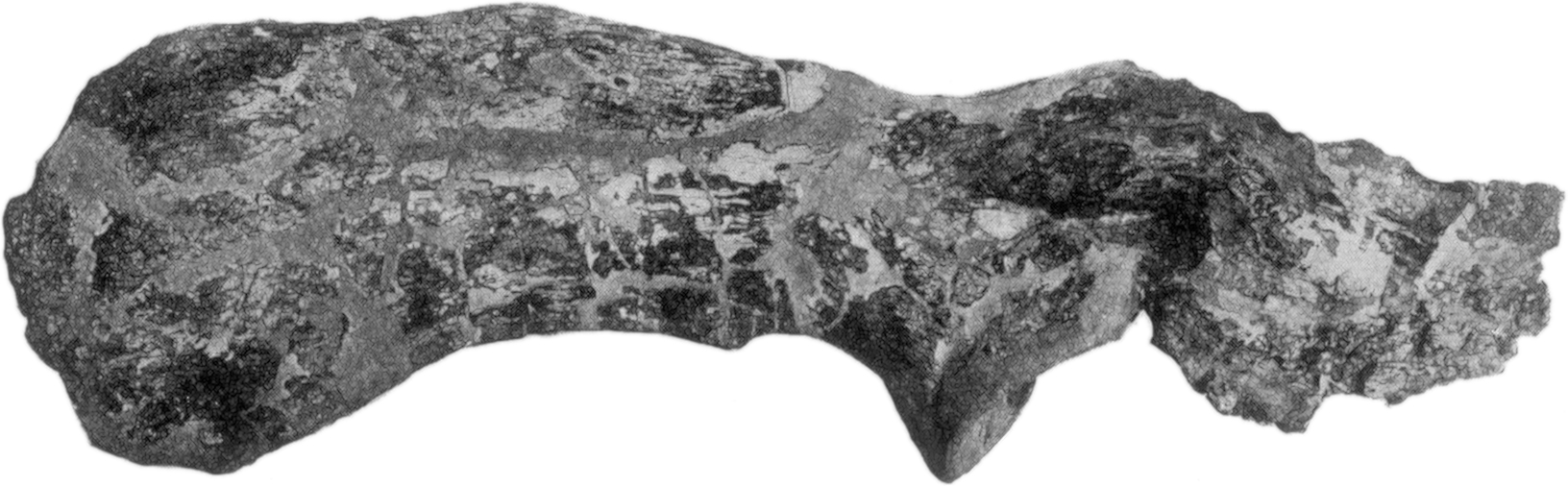
Schouderblad en ravenbeksbeen van het holotype

Het schouderblad en het ravenbeksbeen van AMNH 5895 zijn vergroeid tot een scapulocoracoide en vormen een hoek van veertig graden met elkaar. De scapula is 61,5 centimeter lang, draait iets naar achteren en naar buiten en neemt geleidelijk in breedte toe naar 24,5 centimeter. Bij de grensvlak met het schoudergewricht is er een dikke horizontale richel die vermoedelijk de aanhechting vormt van een spier, de musculus supracoracoideus longus. Het ravenbeksbeen is niet vergroeid met de eerste rib, een kenmerk dat door Maryánska in 1977 voor de Ankylosauridae verondersteld werd en dat de mobiliteit van de schoudergordel extreem zou beperken. Het schoudergewricht wijst naar achteren en beneden. De opperarmbeenderen van AMNH 5214 hebben een lengte van ongeveer vierenvijftig centimeter. De humerus is kort en zeer breed aan de uiteinden, smal in het midden. Het afgeronde bovenstuk loopt over in een forse deltopectorale kam, een teken van een sterke musculatuur.
Van het bekken is alleen de bovenkant van een zitbeen bekend van AMNH 5214; dit stuk ischium is 56,5 centimeter lang en heeft bovenaan een verbreding tot 23,5 centimeter die de onderkant vormt van het heupgewricht en zelf aan de onderkant twee holle aanhechtingspunten toont voor de tweede en derde sacrale rib. AMNH 5214 bewaarde ook een linkerdijbeen; dit is zevenenzestig centimeter lang, zeer robuust gebouwd, ovaal in doorsnede en breed van binnen naar buiten (achtentwintig centimeter) en smal van achteren naar voren. Het heeft een minimale omtrek van 362 millimeter. De kop van het dijbeen maakt een hoek van dertig graden met de schacht. De vierde trochanter, het aanhechtingspunt voor de retractorspieren van de staart, is gereduceerd tot een ruw oppervlak. Onderaan heeft het dijbeen een breedte van 23,5 centimeter; het is zo gegroefd dat het dier in staat was met gebogen knieën te lopen en dus theoretisch in staat was te rennen. In 1996 werden fossiele voetsporen gevonden nabij Sucre in Bolivia die aan een ankylosauride werden toegeschreven en aantoonden dat dit gigantische dier relatief snel kon bewegen. Het scheenbeen is onbekend maar er is wel een kuitbeen bij hetzelfde specimen bewaard gebleven. Deze fibula is 44,8 centimeter lang, zijdelings samengedrukt — hoewel minder dan bij nadere ankylosauriden — en licht naar achteren gebogen. Bovenaan is het 128 millimeter breed, onderaan 85 millimeter; daar is het niet samengegroeid met een calcaneum. Van de voet is alleen een vierde middenvoetsbeen bekend, vijftien centimeter lang en breed uitlopend. Het dier liep vermoedelijk op drie tenen, II-IV.

### Het pantser

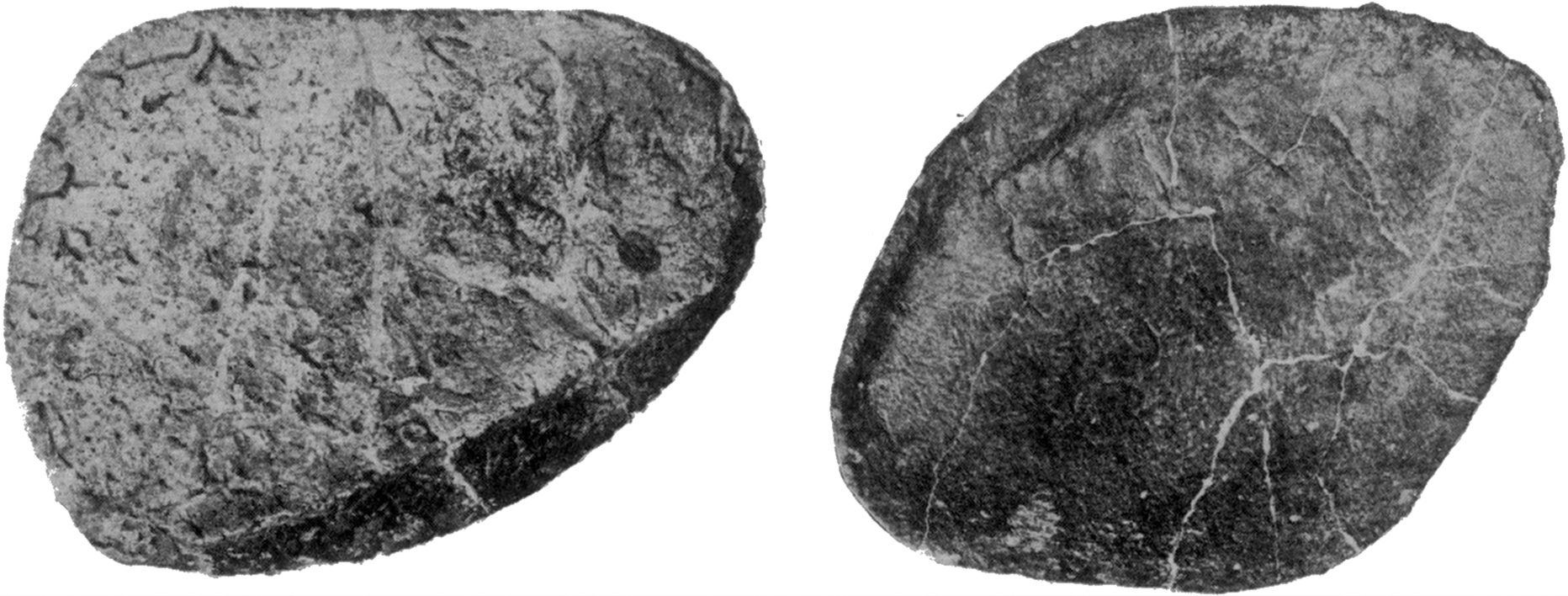
Osteodermen gevonden door Brown

Van Ankylosaurus is een groot aantal losse pantserplaten gevonden. Net als bij de osteodermen van de kop en de staart gaat het hier om huidverbeningen; het verschil is echter dat ze niet aan het eigenlijke skelet waren vastgegroeid zodat hun positie niet direct kan worden vastgesteld. De platen hebben een vrij geringe dikte en zijn hol van onder. Meestal zijn ze erg plat met hoogstens een verhoogde rand aan een van de zijden; dit type is uniek voor Ankylosaurus en verder bij geen enkele andere ankylosauriër aangetroffen. Hun oppervlak is opvallend glad. In grootte varieert de lengte van de osteodermen van één tot vijfendertig centimeter.

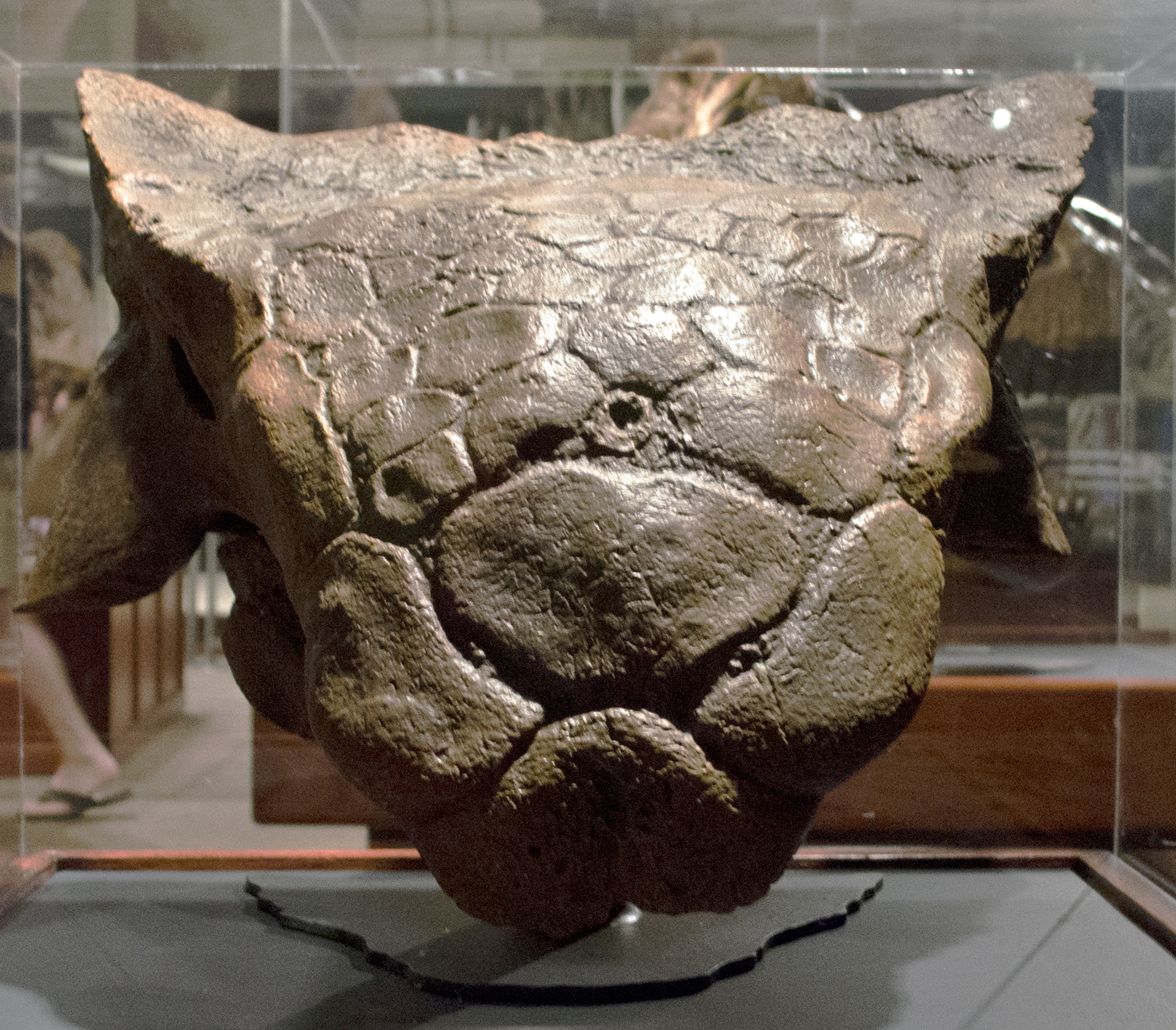
Ook de kop is zwaar gepantserd

Volgens Carpenter bevatten de bekende platen een volledige verzameling van typen die op een individu aanwezig waren zodat een perfecte reconstructie mogelijk is. Brown wist al een aantal subtypen te onderscheiden waarvan hij begreep dat ze van verschillende delen van het lichaam afkomstig moesten zijn: er waren kleinere ovale platen met een V-vormige doorsnede en grotere ovale platen die vrijwel plat waren. Soms waren twee van het laatste type aan hun randen met elkaar verbonden; Brown nam aan dat die deel uitmaakten van een beschermende kraag rond de nek. Ook de staart zou door ringen van pantserplaten omgeven zijn net als bij het fossiele gordeldier Glyptodon, die de beweeglijkheid van het orgaan niet te zeer zouden hebben belemmerd. De kleinere platen zouden in de lengterichting liggend een sluitend pantser hebben opgeleverd. Later werd een model populair dat aannam dat de romp werd bedekt door brede banden van hoorn, die misschien soms zelf ook weer verbeenden, waarin de kleinere platen zouden zijn ingebed. Zo wordt ook nu nog het dier vaak afgebeeld.

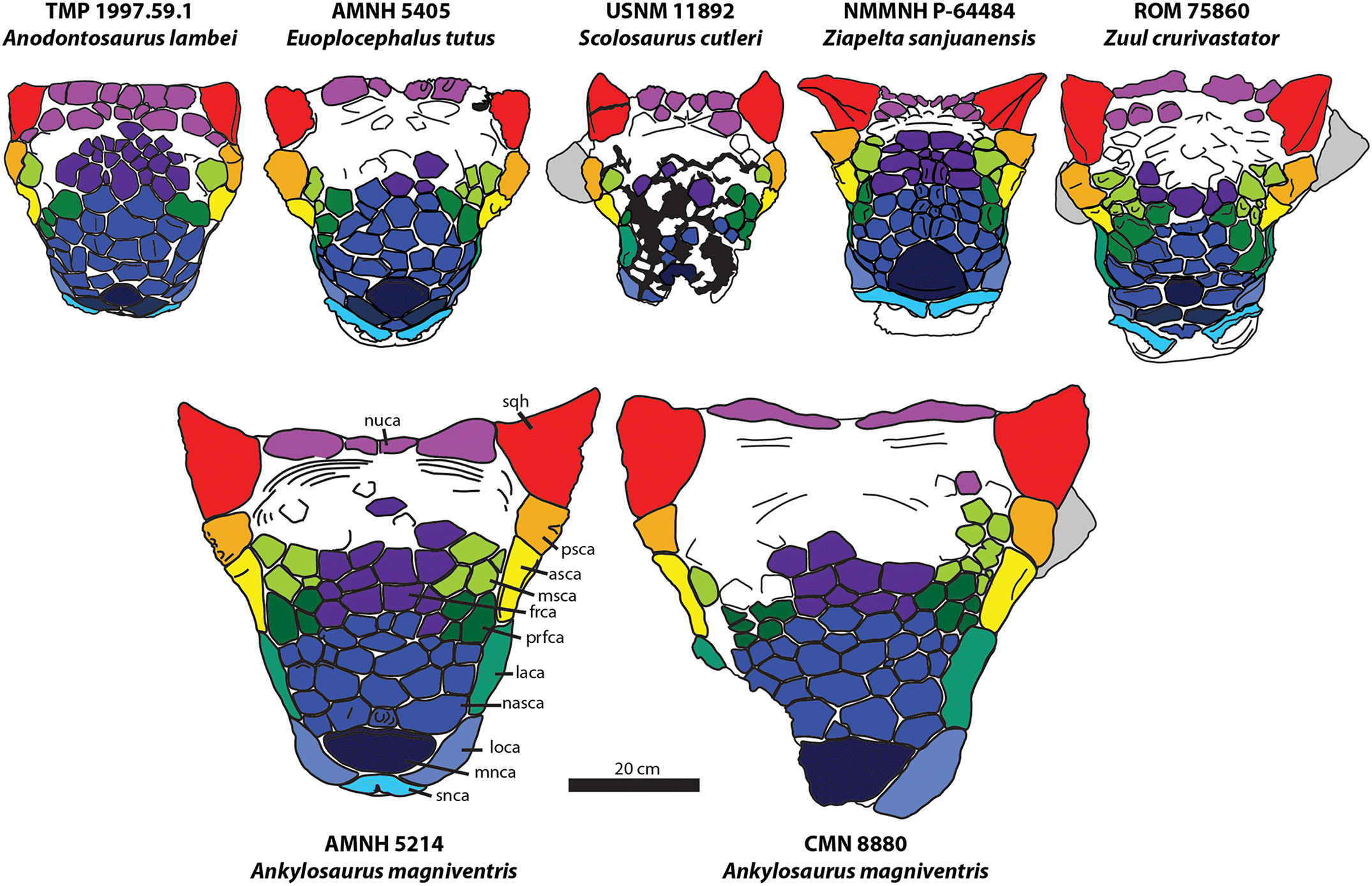
Configuratie van de caputegulae volgens Arbour

Carpenter kwam in 2004 echter met een geheel andere interpretatie. Hij wees erop dat er behalve de eigenlijke platen ook nog heel kleine ronde osteodermen zijn aangetroffen, kennelijk verbeningen van de normale hoornschubben. Niet brede hoornplaten maar deze beenschubben vulden dus de ruimte tussen de beenplaten op. De hals zou beschermd zijn geworden door drie 'halve' beenringen of halsbergen, op de bovenzijde van de nek geplaatst. Iedere halve ring is bij de voorste twee halsbergen weer gevormd door drie paar gespiegelde platen aan weerszijden van de nek. Iedere helft van de halsberg bestaat uit ovale platen die aan hun lange zijde vergroeid zijn, een kleinere tussenin, twee grotere aan de uiteinden. De achterste halsberg aan de nekbasis is behalve veel breder overdwars ook dubbel zo lang, per zijde gevormd door een vergroeiing van zes platen; men zou het ook kunnen beschrijven als twee achterste halsbergen die elkaar raken. Boven op de nek is een strook in de lengterichting ongedekt om de horizontale beweeglijkheid niet te verminderen.
De platte platen met een kiel aan één kant zouden van de rugzijde stammen; platte platen zonder kiel zouden op de heupen hebben gelegen. Kleinere puntige platen zouden op de staart hebben gelegen; hadden deze een kiel dan kwamen we van de bovenkant van de staart of de zijkant van de ledematen. Ook voor deze platen gaf Carpenter een reconstructie. Over de romp zouden zes rijen hebben gelopen. Aan iedere zijkant bevonden zich zeven scherpe platen, een rij naast de middenlijn boven op de rug bevatte zes plattere platen. Daartussen liep aan iedere kant een derde rij van zes platen waarvan de voorste drie de allergrootste waren, met ruim een voet doorsnede. Om de staart zouden zes ringen hebben gelopen: de voorste zou zes platen hebben omvat, de volgende twee vier platen en de laatste drie twee platen, slechts aan de zijkanten. In deze configuratie zou een groot deel van het oppervlak niet door grotere platen bedekt zijn en hadden de kleine beenschubben dus een belangrijk deel van de bescherming moeten bieden. Hoe en of de buikzijde van het dier beschermd was, is niet duidelijk.

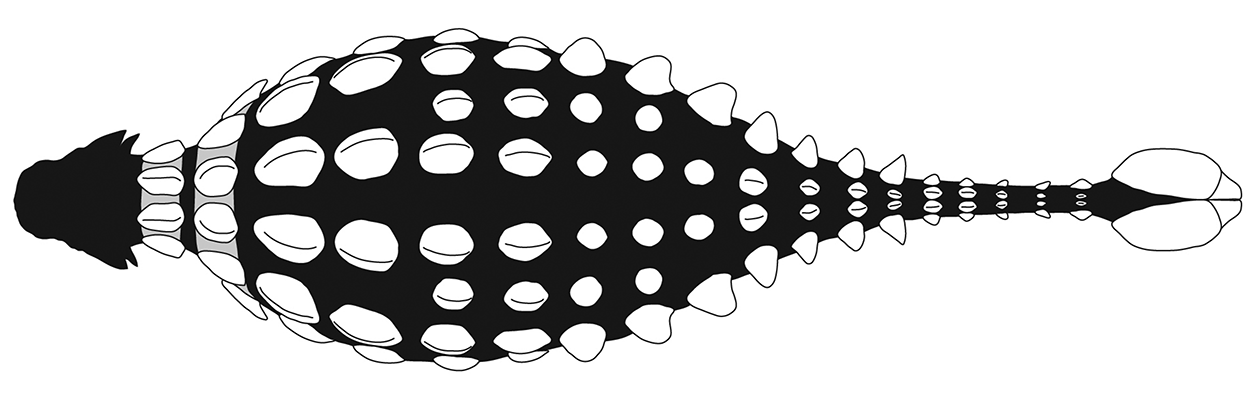
Het pantser volgens Arbour

Arbour gaf in 2017 een interpretatie die sterk van die van Carpenter afweek. Ze wees erop dat zijn reconstructie van de halsbergen elementen van de eerste en tweede ring door elkaar haalde. Er zouden maar twee halsbergen zijn geweest, op een vrij brede nek, met vermoedelijk ieder zes gekielde osteodermen waarvan althans de buitenste tamelijk laag waren. De osteodermen van de halsbergen zouden wel degelijk aan een onderliggende doorlopende beenring vastgegroeid zijn. Omdat Arbour een veel groter torso vooronderstelde, nam ze aan dat op het breedste punt daarvan een extra rij ingevoegd was zodat acht rijen in de lengterichting naast elkaar liepen, gegroepeerd in vier of vijf rijen overdwars op de voorste romp. Arbour achtte het niet mogelijk met veel zekerheid een bepaald type pantserplaat aan een bepaalde positie te koppelen. Vermoedelijk waren de voorste osteodermen op de romp het grootst en namen ze naar achteren zeer geleidelijk in grootte af. Er zou geen heupschild geweest zijn en geen speciale rechthoekige platen op de heup. Er zijn matig grote driehoekige osteodermen gevonden en die stonden wellicht op de hoeken van het bekken. Kleinere driehoekige elementen stonden misschien op de zijkanten van de staartbasis. Druppelvormige osteodermen lagen wellicht op de voorkanten van de voorpoten.

## Taxonomie en fylogenie

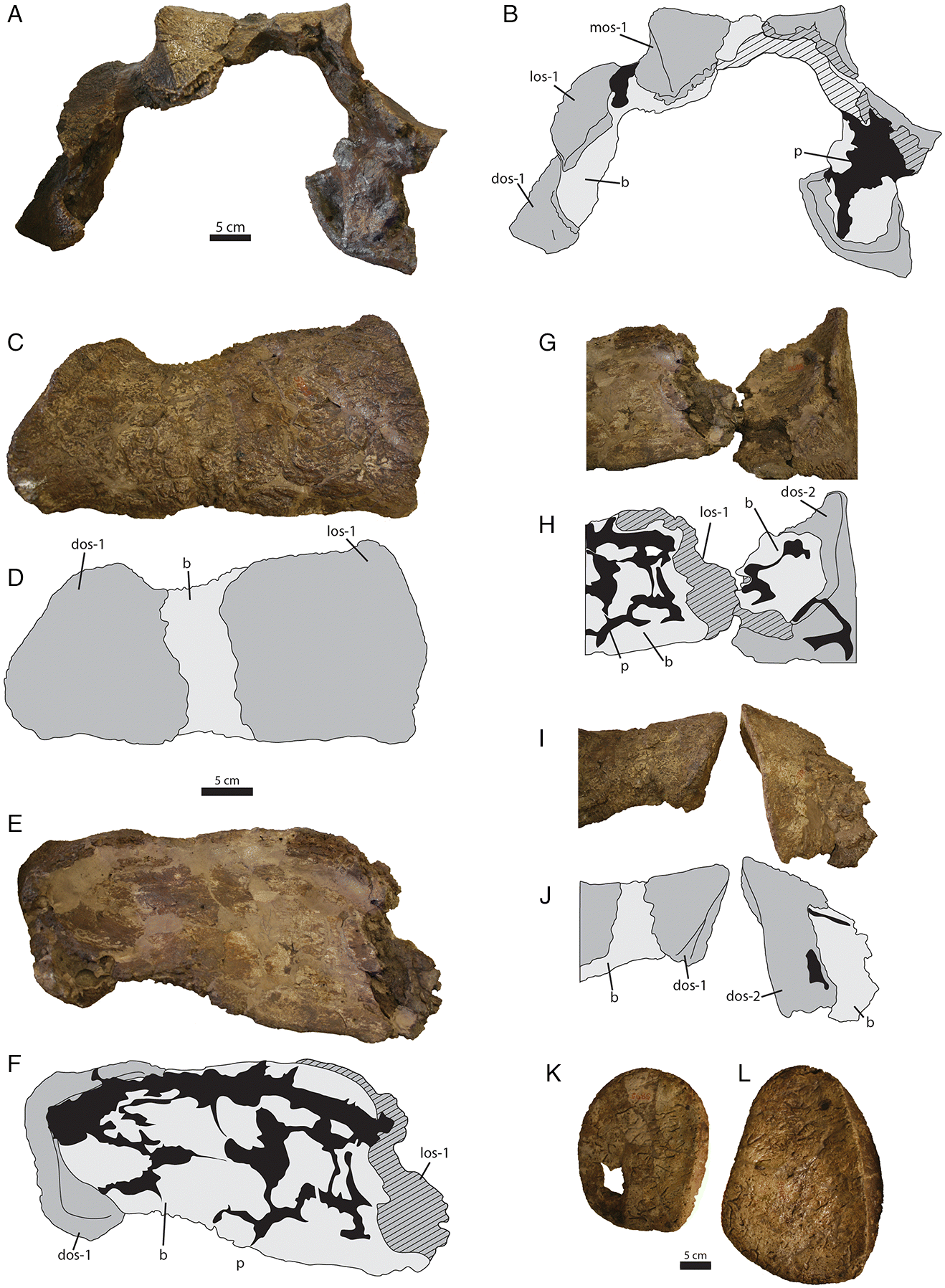
Een plaat van een halsberg (C-F) vergeleken met een halsberg van Euoplocephalus (A-B)

Ankylosaurus werd in 1908 door Brown in een eigen familie Ankylosauridae geplaatst, dat toen nog gezien werd als een onderverdeling van de Stegosauria. Friedrich von Huene meende in 1914 dat het een eigen Ankylosauria toekwam maar dat werd pas algemeen aanvaard na een revisie door Alfred Romer in 1956. Binnen de Ankylosauridae behoort Ankylosaurus tot de Ankylosaurinae. De precieze verwantschappen binnen die groep zijn pas sinds kort exact onderzocht. Brown begreep dat de eerder ontdekte Stereocephalus, die in 1910 hernoemd werd tot Euoplocephalus, een nauwe verwant was, misschien zelfs de voorouder van Ankylosaurus. Moderne kladistische analyses, onder andere van Carpenter uit 2001, laten echter meestal zien dat Ankylosaurus een erg basale soort was in de Ankylosaurinae, dus onderaan in de stamboom stond van die groep. Euoplocephalus was een meer afgeleide soort, was dus hoger in de stamboom geplaatst. Een alternatieve studie van David Weishampel uit 2004 gaf echter toch Ankylosaurus en Euoplocephalus als zustertaxa. Maar de meest recente analyse, van Lü Junchang uit 2007, bevestigde in grote lijnen de uitkomsten van Carpenter en leverde het volgende kladogram op:
|  | Tarchia                                                   |
|  |                                                           |
|  | \| \| Saichania \| \| \| \| \| \| Tsagantegia \| \| \| \| |
|  |                                                           |
|  | Saichania                                                 |
|  |                                                           |
|  | Tsagantegia                                               |
|  |                                                           |

|  | Saichania   |
|  |             |
|  | Tsagantegia |
|  |             |

|  | Euoplocephalus                                                                                       |
|  | |
|  | \| \| Nodocephalosaurus \| \| \| \| \| \| Tianzhenosaurus \| \| \| \| \| \| Pinacosaurus \| \| \| \| |
|  | |
|  | Nodocephalosaurus                                                                                    |
|  | |
|  | Tianzhenosaurus                                                                                      |
|  | |
|  | Pinacosaurus                                                                                         |
|  | |

|  | Nodocephalosaurus |
|  |                   |
|  | Tianzhenosaurus   |
|  |                   |
|  | Pinacosaurus      |
|  |                   |

|  | Euoplocephalus                                                                                       |
|  | |
|  | \| \| Nodocephalosaurus \| \| \| \| \| \| Tianzhenosaurus \| \| \| \| \| \| Pinacosaurus \| \| \| \| |
|  | |
|  | Nodocephalosaurus                                                                                    |
|  | |
|  | Tianzhenosaurus                                                                                      |
|  | |
|  | Pinacosaurus                                                                                         |
|  | |

|  | Nodocephalosaurus |
|  |                   |
|  | Tianzhenosaurus   |
|  |                   |
|  | Pinacosaurus      |
|  |                   |

|  | Tarchia                                                   |
|  |                                                           |
|  | \| \| Saichania \| \| \| \| \| \| Tsagantegia \| \| \| \| |
|  |                                                           |
|  | Saichania                                                 |
|  |                                                           |
|  | Tsagantegia                                               |
|  |                                                           |

|  | Saichania   |
|  |             |
|  | Tsagantegia |
|  |             |

|  | Euoplocephalus                                                                                       |
|  | |
|  | \| \| Nodocephalosaurus \| \| \| \| \| \| Tianzhenosaurus \| \| \| \| \| \| Pinacosaurus \| \| \| \| |
|  | |
|  | Nodocephalosaurus                                                                                    |
|  | |
|  | Tianzhenosaurus                                                                                      |
|  | |
|  | Pinacosaurus                                                                                         |
|  | |

|  | Nodocephalosaurus |
|  |                   |
|  | Tianzhenosaurus   |
|  |                   |
|  | Pinacosaurus      |
|  |                   |

|  | Euoplocephalus                                                                                       |
|  | |
|  | \| \| Nodocephalosaurus \| \| \| \| \| \| Tianzhenosaurus \| \| \| \| \| \| Pinacosaurus \| \| \| \| |
|  | |
|  | Nodocephalosaurus                                                                                    |
|  | |
|  | Tianzhenosaurus                                                                                      |
|  | |
|  | Pinacosaurus                                                                                         |
|  | |

|  | Nodocephalosaurus |
|  |                   |
|  | Tianzhenosaurus   |
|  |                   |
|  | Pinacosaurus      |
|  |                   |

|  | Tarchia                                                   |
|  |                                                           |
|  | \| \| Saichania \| \| \| \| \| \| Tsagantegia \| \| \| \| |
|  |                                                           |
|  | Saichania                                                 |
|  |                                                           |
|  | Tsagantegia                                               |
|  |                                                           |

|  | Saichania   |
|  |             |
|  | Tsagantegia |
|  |             |

|  | Euoplocephalus                                                                                       |
|  | |
|  | \| \| Nodocephalosaurus \| \| \| \| \| \| Tianzhenosaurus \| \| \| \| \| \| Pinacosaurus \| \| \| \| |
|  | |
|  | Nodocephalosaurus                                                                                    |
|  | |
|  | Tianzhenosaurus                                                                                      |
|  | |
|  | Pinacosaurus                                                                                         |
|  | |

|  | Nodocephalosaurus |
|  |                   |
|  | Tianzhenosaurus   |
|  |                   |
|  | Pinacosaurus      |
|  |                   |

|  | Euoplocephalus                                                                                       |
|  | |
|  | \| \| Nodocephalosaurus \| \| \| \| \| \| Tianzhenosaurus \| \| \| \| \| \| Pinacosaurus \| \| \| \| |
|  | |
|  | Nodocephalosaurus                                                                                    |
|  | |
|  | Tianzhenosaurus                                                                                      |
|  | |
|  | Pinacosaurus                                                                                         |
|  | |

|  | Nodocephalosaurus |
|  |                   |
|  | Tianzhenosaurus   |
|  |                   |
|  | Pinacosaurus      |
|  |                   |

|  | Tarchia                                                   |
|  |                                                           |
|  | \| \| Saichania \| \| \| \| \| \| Tsagantegia \| \| \| \| |
|  |                                                           |
|  | Saichania                                                 |
|  |                                                           |
|  | Tsagantegia                                               |
|  |                                                           |

|  | Saichania   |
|  |             |
|  | Tsagantegia |
|  |             |

|  | Euoplocephalus                                                                                       |
|  | |
|  | \| \| Nodocephalosaurus \| \| \| \| \| \| Tianzhenosaurus \| \| \| \| \| \| Pinacosaurus \| \| \| \| |
|  | |
|  | Nodocephalosaurus                                                                                    |
|  | |
|  | Tianzhenosaurus                                                                                      |
|  | |
|  | Pinacosaurus                                                                                         |
|  | |

|  | Nodocephalosaurus |
|  |                   |
|  | Tianzhenosaurus   |
|  |                   |
|  | Pinacosaurus      |
|  |                   |

|  | Euoplocephalus                                                                                       |
|  | |
|  | \| \| Nodocephalosaurus \| \| \| \| \| \| Tianzhenosaurus \| \| \| \| \| \| Pinacosaurus \| \| \| \| |
|  | |
|  | Nodocephalosaurus                                                                                    |
|  | |
|  | Tianzhenosaurus                                                                                      |
|  | |
|  | Pinacosaurus                                                                                         |
|  | |

|  | Nodocephalosaurus |
|  |                   |
|  | Tianzhenosaurus   |
|  |                   |
|  | Pinacosaurus      |
|  |                   |

|  | Tarchia                                                   |
|  |                                                           |
|  | \| \| Saichania \| \| \| \| \| \| Tsagantegia \| \| \| \| |
|  |                                                           |
|  | Saichania                                                 |
|  |                                                           |
|  | Tsagantegia                                               |
|  |                                                           |

|  | Saichania   |
|  |             |
|  | Tsagantegia |
|  |             |

|  | Euoplocephalus                                                                                       |
|  | |
|  | \| \| Nodocephalosaurus \| \| \| \| \| \| Tianzhenosaurus \| \| \| \| \| \| Pinacosaurus \| \| \| \| |
|  | |
|  | Nodocephalosaurus                                                                                    |
|  | |
|  | Tianzhenosaurus                                                                                      |
|  | |
|  | Pinacosaurus                                                                                         |
|  | |

|  | Nodocephalosaurus |
|  |                   |
|  | Tianzhenosaurus   |
|  |                   |
|  | Pinacosaurus      |
|  |                   |

|  | Euoplocephalus                                                                                       |
|  | |
|  | \| \| Nodocephalosaurus \| \| \| \| \| \| Tianzhenosaurus \| \| \| \| \| \| Pinacosaurus \| \| \| \| |
|  | |
|  | Nodocephalosaurus                                                                                    |
|  | |
|  | Tianzhenosaurus                                                                                      |
|  | |
|  | Pinacosaurus                                                                                         |
|  | |

|  | Nodocephalosaurus |
|  |                   |
|  | Tianzhenosaurus   |
|  |                   |
|  | Pinacosaurus      |
|  |                   |

|  | Tarchia                                                   |
|  |                                                           |
|  | \| \| Saichania \| \| \| \| \| \| Tsagantegia \| \| \| \| |
|  |                                                           |
|  | Saichania                                                 |
|  |                                                           |
|  | Tsagantegia                                               |
|  |                                                           |

|  | Saichania   |
|  |             |
|  | Tsagantegia |
|  |             |

|  | Euoplocephalus                                                                                       |
|  | |
|  | \| \| Nodocephalosaurus \| \| \| \| \| \| Tianzhenosaurus \| \| \| \| \| \| Pinacosaurus \| \| \| \| |
|  | |
|  | Nodocephalosaurus                                                                                    |
|  | |
|  | Tianzhenosaurus                                                                                      |
|  | |
|  | Pinacosaurus                                                                                         |
|  | |

|  | Nodocephalosaurus |
|  |                   |
|  | Tianzhenosaurus   |
|  |                   |
|  | Pinacosaurus      |
|  |                   |

|  | Euoplocephalus                                                                                       |
|  | |
|  | \| \| Nodocephalosaurus \| \| \| \| \| \| Tianzhenosaurus \| \| \| \| \| \| Pinacosaurus \| \| \| \| |
|  | |
|  | Nodocephalosaurus                                                                                    |
|  | |
|  | Tianzhenosaurus                                                                                      |
|  | |
|  | Pinacosaurus                                                                                         |
|  | |

|  | Nodocephalosaurus |
|  |                   |
|  | Tianzhenosaurus   |
|  |                   |
|  | Pinacosaurus      |
|  |                   |

|  | Tarchia                                                   |
|  |                                                           |
|  | \| \| Saichania \| \| \| \| \| \| Tsagantegia \| \| \| \| |
|  |                                                           |
|  | Saichania                                                 |
|  |                                                           |
|  | Tsagantegia                                               |
|  |                                                           |

|  | Saichania   |
|  |             |
|  | Tsagantegia |
|  |             |

|  | Euoplocephalus                                                                                       |
|  | |
|  | \| \| Nodocephalosaurus \| \| \| \| \| \| Tianzhenosaurus \| \| \| \| \| \| Pinacosaurus \| \| \| \| |
|  | |
|  | Nodocephalosaurus                                                                                    |
|  | |
|  | Tianzhenosaurus                                                                                      |
|  | |
|  | Pinacosaurus                                                                                         |
|  | |

|  | Nodocephalosaurus |
|  |                   |
|  | Tianzhenosaurus   |
|  |                   |
|  | Pinacosaurus      |
|  |                   |

|  | Euoplocephalus                                                                                       |
|  | |
|  | \| \| Nodocephalosaurus \| \| \| \| \| \| Tianzhenosaurus \| \| \| \| \| \| Pinacosaurus \| \| \| \| |
|  | |
|  | Nodocephalosaurus                                                                                    |
|  | |
|  | Tianzhenosaurus                                                                                      |
|  | |
|  | Pinacosaurus                                                                                         |
|  | |

|  | Nodocephalosaurus |
|  |                   |
|  | Tianzhenosaurus   |
|  |                   |
|  | Pinacosaurus      |
|  |                   |

|  | Tarchia                                                   |
|  |                                                           |
|  | \| \| Saichania \| \| \| \| \| \| Tsagantegia \| \| \| \| |
|  |                                                           |
|  | Saichania                                                 |
|  |                                                           |
|  | Tsagantegia                                               |
|  |                                                           |

|  | Saichania   |
|  |             |
|  | Tsagantegia |
|  |             |

|  | Euoplocephalus                                                                                       |
|  | |
|  | \| \| Nodocephalosaurus \| \| \| \| \| \| Tianzhenosaurus \| \| \| \| \| \| Pinacosaurus \| \| \| \| |
|  | |
|  | Nodocephalosaurus                                                                                    |
|  | |
|  | Tianzhenosaurus                                                                                      |
|  | |
|  | Pinacosaurus                                                                                         |
|  | |

|  | Nodocephalosaurus |
|  |                   |
|  | Tianzhenosaurus   |
|  |                   |
|  | Pinacosaurus      |
|  |                   |

|  | Euoplocephalus                                                                                       |
|  | |
|  | \| \| Nodocephalosaurus \| \| \| \| \| \| Tianzhenosaurus \| \| \| \| \| \| Pinacosaurus \| \| \| \| |
|  | |
|  | Nodocephalosaurus                                                                                    |
|  | |
|  | Tianzhenosaurus                                                                                      |
|  | |
|  | Pinacosaurus                                                                                         |
|  | |

|  | Nodocephalosaurus |
|  |                   |
|  | Tianzhenosaurus   |
|  |                   |
|  | Pinacosaurus      |
|  |                   |

Welke dan wel de vooroudersoort van Ankylosaurus is, weten we niet. Het is onwaarschijnlijk dat Ankylosaurus magniventris zich ooit nog in andere soorten gesplitst heeft; vermoedelijk werd de soort uitgeroeid door de katastrofe op de Krijt-Paleogeengrens toen de aarde getroffen werd door een grote meteoriet. Ankylosaurus is daarmee een van de laatste dinosauriërs uit het Mesozoïcum.

## Levenswijze

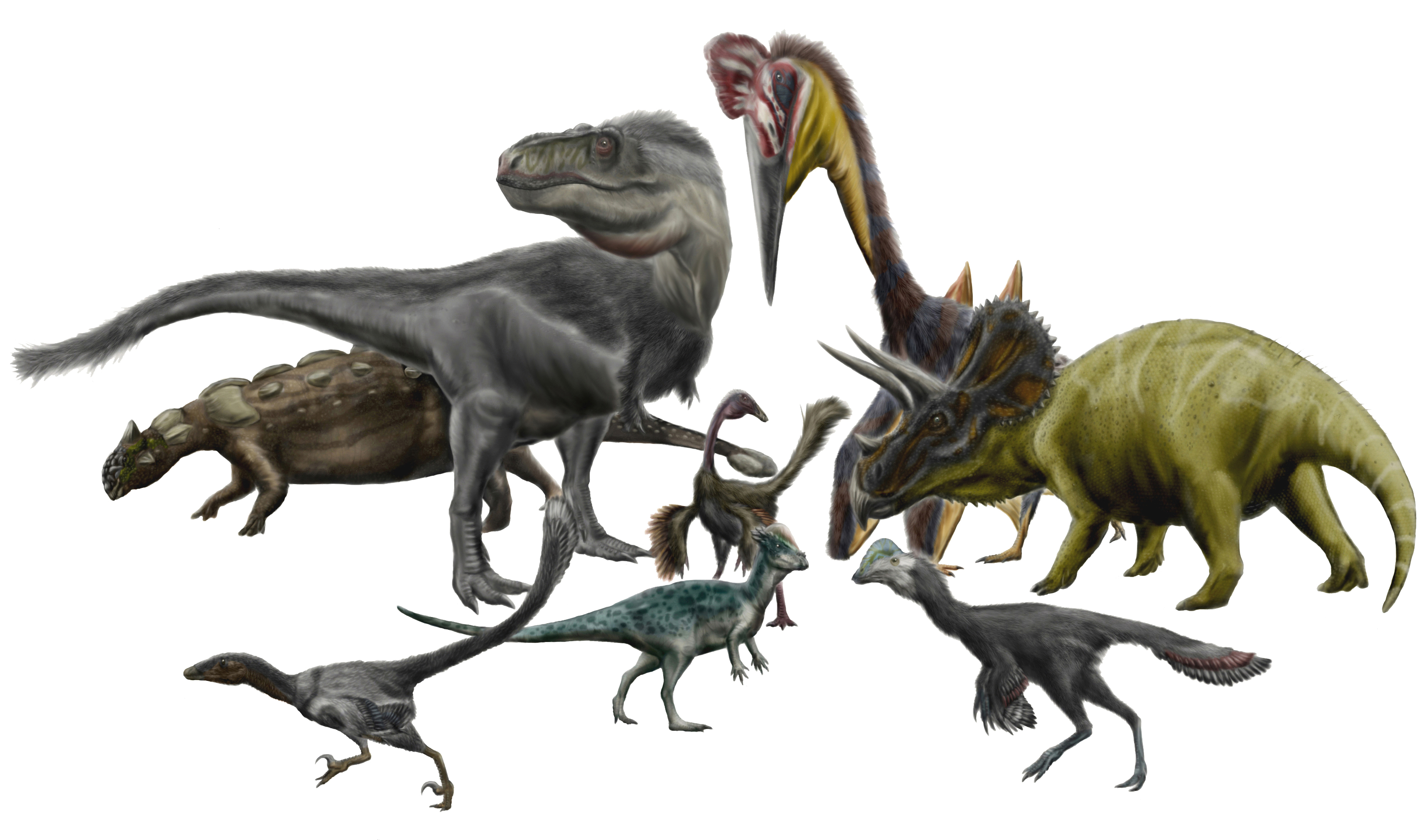
De levensgemeenschap van Ankylosaurus

De fossielen zijn gevonden in lagen die toen deel uitmaakten van de drogere hooglanden ten westen van de Western Interior Seaway, de zeearm die in het late Krijt zich ver ten noorden van de Golf van Mexico uitstrekte. De nodosauride Denversaurus — vroeger wel gezien als een soort van Edmontonia, een andere gepantserde dinosauriër, leefde tegelijkertijd in de laaglanden. Deze heeft een smallere kop, wat duidt op het meer kieskeurig eten van hoogwaardiger plantendelen; terwijl Ankylosaurus met zijn brede kop beter ingesteld was op het verorberen van zo veel mogelijk laagwaardig voedsel die hij in zijn enorme buikholte kon verteren. Zowel geografisch als qua ecologische niche zouden de twee dan gescheiden zijn. De hypothese is echter wat onzeker gezien de geringe hoeveelheid fossiel materiaal dat er van beiden in het gebied gevonden is; Ankylosaurus vertegenwoordigt maar een half promille van de daar verzamelde botten en tanden. Ook past zij slecht bij de kleine tanden, de relatief geringe bijtkracht van de kaken van Ankylosaurus en de mogelijkheid dat zijn reukvermogen heel goed was; beide eigenschappen zijn geïnterpreteerd als een aanwijzing voor het eten van juist zachtere planten. Er is ook wel verondersteld dat de kleine tanden gecompenseerd zouden worden door een lange tong die het voedsel naar binnen zou hebben getrokken. De vreemde naar de zijkanten verhuisde neusgaten kunnen een aanpassing geweest zijn aan een gravende levenswijze waarbij wortels en knollen gegeten werden.
Lastig te beantwoorden is ook de vraag hoe actief Ankylosaurus was. Traditioneel wordt hij afgeschilderd als een vrij log dier met een lage intelligentie dat zich zo min mogelijk bewoog en in een klein territorium zijn magere voedselbron verdedigde, net als een moderne landschildpad. Bij dit model past dat de structuur van de botten van bepaalde Ankylosauria duidt op een vrij lage stofwisseling. Een koudbloedige ankylosaurus had aan zes kilogram varens per dag voldoende. Door zijn absolute grootte, die een efficiënter verteringsproces mogelijk maakt, kon Ankylosaurus echter zelfs uit laagwaardig voedsel nog heel wat energie halen. Een warmbloedige ankylosaurus zou een zestig kilogram varens moeten hebben verorberen, wat aardig lijkt te passen bij en dier ter grootte van een olifant. De gebogen bouw van voor- en achterpoten, gecombineerd met een gewicht dat niet hoger lag dan van een neushoorn, stelden het dier in theorie in staat te rennen. Het pantser maakte maar een klein deel uit van het totale lichaamsgewicht en is op zich geen teken dat het dier langzaam was. Gregory S. Paul en Robert Thomas Bakker stelden zelfs dat het tot een galop in staat moest zijn geweest. Anderen hebben dat echter betwijfeld omdat door de stijve ruggengraat dan het schouderblad zeer beweeglijk zou moeten zijn geweest wat het pantser wellicht belemmerde. Maar ook zonder te galopperen zou een warmbloedige Ankylosaurus een snelle gang van zo'n 25 tot 30 km/u langdurig moeten hebben kunnen volhouden.
Het veronderstelde activiteitsniveau van Ankylosaurus hangt weer samen met de vraag of hij zich voornamelijk passief of actief verdedigde. Vroeger werd aangenomen dat het beest vrijwel onkwetsbaar was onder zijn pantser. Als er gevaar dreigde, hoefde hij zich alleen plat op de grond neer te leggen om veilig te zijn voor elke aanval. Hij liep alleen het risico door een roofdier omgedraaid te worden en vanuit de zachte onderbuik verslonden. Dat zou ook de platte bouw verklaren. Zelfs de staartknots werd door Anthony Thulborn in 1993 geduid als een in wezen passief systeem: het zou, wellicht daartoe uitgerust met schijnogen, in een proces van automimicry de kop geïmiteerd hebben zodat de aanvaller zijn aandacht op het foute uiteinde zou richten.

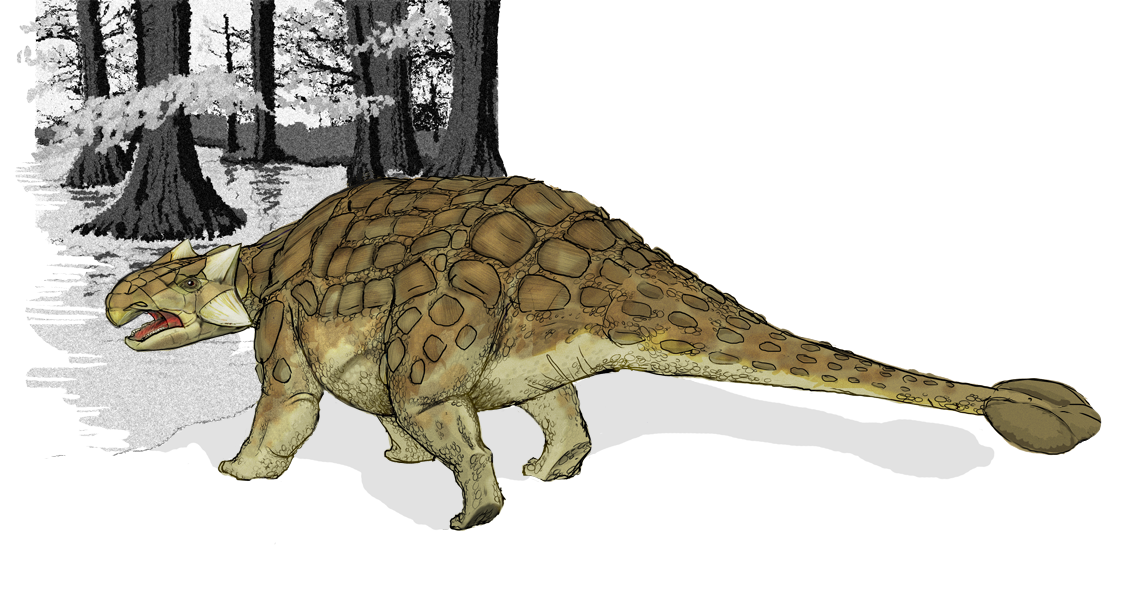
De knots kon gebruikt worden ter verdediging

De analyse van Carpenter laat echter zien dat het pantser geen volledige bescherming bood; het was slechts een middel om de schade te beperken als de vijand door de actieve verdediging was heen gebroken. Dat volgt ook uit het feit dat die natuurlijke vijand een wel zeer formidabele tegenstander was: uit de lagen is maar één roofdier bekend, de reusachtige Tyrannosaurus, een van de grootste landpredatoren die ooit geleefd hebben. Het is wel verondersteld dat de enorme bijtkracht van diens lange dolkvormige tanden mede geëvolueerd is om het pantser van Ankylosaurus te kraken. Inderdaad zou dat, vrij dun als het was, niet stand hebben kunnen houden als Tyrannosaurus stevig zijn kaken rond de romp had kunnen klemmen. Ankylosaurus was echter geen weerloos slachtoffer. De beenknots was zo krachtig dat hij met een enkele slag de hoge middenvoet of het onderbeen van Tyrannosaurus doormidden had kunnen klieven of een dodelijke wond toebrengen aan romp of schedel. Met zijn sterke voorpoten zette Ankylosaurus zich daarbij schrap of draaide snel in de rondte. Tyrannosaurus moest dus zeer omzichtig te werk gaan en het pantser was te plat om eenvoudig te omvatten en dik genoeg om weerstand te bieden tegen een snelle uitval. Meestal zullen de pogingen het dier prooi te maken op niets zijn uitgelopen. Het gevecht tussen Ankylosaurus en Tyrannosaurus is vaak het onderwerp geweest van paleontologische illustraties.
De knots kon ook gebruikt worden bij dominantiegevechten tussen leden van de soort onderling. De relatieve zwakte van het pantser heeft in dit verband geleid tot de hypothese dat het allereerst diende als om mee te pronken, wellicht voorzien van aantrekkelijke of dreigende kleuren en tekening. Aangezien om het even welk uiterlijk kenmerk zo'n functie kan hebben gehad, is deze hypothese echter lastig te toetsen. Het resultaat van dat vechten of pronken, in de vorm van broedkolonies, nesten, eieren of jongen, is tot nu toe niet ontdekt. Ook de aard van het verdere sociale gedrag van Ankylosaurus is onduidelijk; vaak wordt een solitaire levenswijze verondersteld of een leven in kleine familiegroepjes. Aanwijzingen voor het vormen van kudden zijn niet aangetroffen maar het bestaan daarvan kan ook niet worden uitgesloten.